# 帰れマンデー見っけ隊!!
『帰れマンデー見っけ隊!!』（かえれマンデー みっけたい!!）は、テレビ朝日系列で2016年10月2日から放送されているバラエティ番組。通称「帰れマンデー」。
かつて放送されていたバラエティ番組『もしものシミュレーションバラエティー お試しかっ!』の一企画「帰れま10」のリニューアル版である。

## 概要

### 「帰れまサンデー」
2016年10月2日から2017年4月2日まで、日曜10:00 - 11:45枠にて、『帰れまサンデー』（かえれまサンデー、10:00 - 11:15枠）と『帰れまサンデープラス』（かえれまサンデープラス、11:15 - 11:45枠）が放送されていた。
2017年4月9日より、同年3月18日まで土曜日21:00 - 23:06枠に放送されていた『土曜プライム』のうち、その一企画として放送されている『土曜ワイド劇場』および『土曜ワイド劇場』ではないドラマ作品を新枠『日曜ワイド』（日曜10:00 - 11:50枠）にて放送することが決まり、終了した『報道ステーション SUNDAY』の後番組として『帰れまサンデー』は同月9日より16:30 - 17:30に移動かつローカルセールス枠に変更の上で放送されており、『帰れまサンデープラス』は同月2日をもって終了した。なお、『帰れまサンデープラス』のMCであったタカアンドトシは同月9日より『帰れまサンデー』のスタジオMCを担当している。
2017年10月1日より『帰れまサンデー・見っけ隊』（かえれまサンデー・みっけたい）に改題された（以下、『見っけ隊』と表記）。

### 「帰れマンデー見っけ隊!!」
2018年4月16日より放送枠が『もしものシミュレーションバラエティー お試しかっ!』が放送されていた月曜19時枠へ移動し、番組タイトルも『帰れマンデー見っけ隊!!』（かえれマンデー みっけたい！！）と変更・リニューアルされた。
改題・枠移動後初回は21:48までの3時間SPを放送。その後の放送回のほとんどが20時を10 - 50分またいだ拡大版での放送となっている（そのほとんどが月曜ゴールデンの他番組もしくは特別番組との合体SPだが、最終的にテレビの番組表やウェブサイトの番組表では分かれるのが基本である。なお一部の系列局では当初から分かれている場合もある。ナレーターやスタッフなどのクレジットタイトルは合体先の番組のエンディングで流れる）。なお、1時間でのレギュラー放送は2018年5月28日が始めてであった。
2020年3月まで月曜19時台は全編ローカルセールス枠だった為、20時をまたいだ拡大版の放送の場合は、19時台に自社制作番組を放送していた系列局では20時に飛び乗りした上で同番組終盤の10〜30分のみの放送となっており、20時から放送する系列局向けの短縮版も用意されていなかった（飛び乗りを行う系列局がある日はその日に放送している企画のタイトルを20時に再度表示）。
改題・枠移動後は原則として後述の旅企画を必ず放送しており、『帰れま10』は3時間SP放送時に旅企画と併せて放送される（放送順は回により異なるが、「お試しかっ!」の企画であったため、ほとんど別番組扱いになり、次回予告動画にも載らない。しかし、司会が帰れマンデーのレギュラーでもあるタカアンドトシであったため、実質帰れマンデーの一企画となっている）。
2019年1月7日の放送から番組タイトルが『帰れマンデー』に変更されたが、番組表や番組ホームページでは『帰れマンデー見っけ隊!!』のままとなっている。
2020年10月改編で開始時間を15分前倒しして、テレビ朝日など一部の局で18:45 - 20:00での放送となる。この15分間では、放送当日最初に行われる企画（「バスサンド」、「すし歩き」など）で過去に訪れた飲食店を振り返るVTRを放送し、その後最初の企画の最初のサイコロを振るシーンまでが放送される。
2021年10月改編で放送時間を15分縮小し、月曜19:00 - 20:00での放送となった。そのため、過去の企画の振り返りは行わず、番組開始してすぐにその日の企画スタートに戻された。
2025年6月9日の番組内で、奥田民生と吉川晃司によるユニット「Ooochie Koochie」が、番組テーマソング『マンデー』を手掛けることが発表された。

### 特別編
2018年4月の『帰れマンデー〜』としての放送開始に先駆け、同年4月8日から9月30日まで『サンデープレゼント』を放送しない週の日曜日13:55 - 14:35枠にて『帰れマンデー見っけ隊！！特別編』を放送していた。主に過去の傑作選を中心に放送したが、翌日の放送に先駆けて見所も紹介していた。
なお、該当時間帯にスポーツ中継（プロ野球、ゴルフなど）がある場合は休止、もしくは15:20 - 16:25の枠で放送（その場合『路線バスで寄り道の旅』は休止）する場合もあった。後者の場合、同年8月26日は『サンデープレゼント』の放送有無関係なく後続で放送された。
2018年10月からは『お願い!ランキング』の1企画として放送されている。

### AR広告
改題・枠移動後の放送に先駆け、拡張現実（AR）を採用した番宣ポスターや広告、顔ハメ看板が全国各地に掲示・設置されたほか、番組開始当日となる4月16日の新聞各紙に掲載された広告にもARが採用された。

## 主な企画
2016年の開始当初は、『帰れまサンデー』『帰れまサンデープラス』ともに、スポーツに関連したものやランキングを当てるものなど、週替わりで様々な内容であった。『帰れまサンデー』はタカアンドトシ以外のメンバーが担当し、『帰れまサンデープラス』はタカアンドトシが短時間（概ね2・3時間程度）で終了する企画を中心に放送していた。
2017年からは、大方の回が「ばったり出会えるまで帰れない!」、「無人駅で飲食店を見つけるまで帰れない旅」、「秘境路線バスに乗って飲食店を見つける旅」といった「何かを見つける」企画が中心になっている。
日曜午前時代はオールロケ番組であったが、日曜夕方に移動後はタカアンドトシが務めるMCをバーチャルスタジオパートも新設された（それまで通りタカアンドトシは引き続きロケにもメインメンバーとして出演している）。
月曜ゴールデン移行後は「秘境路線バス」（バスサンド）をサンドウィッチマン、「自販機帰れま10」は、回によりサンドウィッチマンとタカアンドトシのどちらか、それ以外の企画（「無人駅」「すし歩き」「帰れま10」「ローカルチェーン店」）はタカアンドトシが担当している。原則週替わりだが、スペシャルで2つの企画が放送される週もある。なお「秘境路線バス」「無人駅」「すし歩き」ついては、2020年5月放送分より新型コロナウイルス（COVID-19）の影響により新規のロケが見合わせられ、過去の放送内容を再編集しスタジオのサンドウィッチマン・タカアンドトシがコメントする形式での放送が続いていた。いったん2020年10月26日放送分からで新規ロケが再開されたものの、2021年1月25日放送分から再び過去の放送内容を再編集したものを放送している。その後2021年4月19日放送分から新規ロケが再開されているが、一部回は過去の放送内容を再編集したものの放送となっている。
「無人駅」「乗り継ぎ旅」「秘境路線バス」（バスサンド）の回においては、乗り物に乗っているときのBGMにサザンオールスターズの「希望の轍」のほか、スタジオジブリ作品の楽曲などが使われる。BGMに合わせ、別の日（晴れた日など）にドローンを使って撮影された映像がインサートに使われる。ドローン撮影は株式会社Dron é Motionが担当。

### 現在行われている企画
以下は、2021年以降に行われている企画について記載する。
無人駅で飲食店を見つけるまで帰れない旅
ローカル線の鉄道を舞台に、その路線に存在する指定されたいくつかの無人駅で降り、飲食店を探して実際に食事する。対象は飲食店登録されている店のみで、コンビニ・売店・屋台は飲食店として認めらない。これを、指定された無人駅全てで探し出す必要があり、全ての無人駅で見つけられた時点で帰ることができる。しかし無人駅のため、余程のことがない限り駅前には飲食店がなく、そこからの移動手段は徒歩のみである。ただし、店側が送迎車で送迎をしている場合、送迎車を利用して元来た駅に戻ることができる。また、2018年2月18日放送分の伊勢志摩の旅では、ロケをたまたま見かけた視聴者の好意で自動車に乗せてもらって移動した事がある。
日曜夕方時代からは、舞台となる路線の有人駅を除いた無人駅を双六に見立て、サイコロを振って出た目の数だけ進む形式となる。撮影交渉も出演者が行い、断られると別の飲食店を探さなければいけない。2017年12月3日放送分の北越急行ほくほく線では、駅の数が少ないため、有人駅も含まれた。サイコロは通常の6面体が基本だが、8月20日放送分は無人駅が少ない事から8面体で最高の出目が4、9月10日放送分は無人駅が多い事から10面体のサイコロ、12月3日放送分は6面体で1と4の目が2つあるサイコロが使われ、駅が少ない場合は6面体で1と2と3の目が2個ずつあるサイコロも使われる事がある。また、歩いて隣り駅に進んだり戻ったりした場合、そこからのスタートとなる。
派生版として、電車の他にバスやケーブルカーやロープウエー等、主に2種類の乗り物を使う「乗り継ぎ旅」もあり、こちらの方がメインとなっている。
秘境路線バスに乗って飲食店を見つける旅 →バスごろく→バスサンド
秘境にある路線バスの路線を舞台に、バス停を双六に見立て、サイコロで出た目の数だけ先の停留所まで乗車した停留所近くで飲食店を探して実際に食事する。これを、その路線の終点にたどり着くまで行い、終点付近で飲食店を見つけられた時点で帰ることができる。その他のルールは前述の無人駅と同じである。日曜時代の「帰れまサンデー見っけ隊」では「秘境路線バスに乗って飲食店を探す旅」となっていた。
『帰れマンデー見っけ隊！！』に移行後は、サンドウィッチマン出演回はこの企画が行われることが多い。2018年7月からは「バスごろく」というタイトルがついたが、2019年からは「バスサンド」に改名した。
海なし秘境でお寿司屋さんを探す旅「すし歩き」
初回は2019年7月1日放送分。
山にしか囲まれていない秘境を舞台に（最初は海のない県で行われたが、海のある県でも港から遥か遠い秘境でも行われる）、ローカル線の駅や路線バスのバス停を双六に見立て、サイコロで出た目の先の無人駅やバス停に進み、そこから寿司店、もしくは通常メニューで寿司を出している飲食店を探して実際に寿司を食べる。これを繰り返し、最後の駅もしくは終点のバス停付近で寿司店を見つければ帰ることができる。
秘境で知られざる焼肉の名店を探す旅「肉歩き」
初回は2021年4月26日放送分。上記「すし歩き」の派生版で、こちらは焼肉屋を探す旅となっている。
「すし歩き」では海や港から離れている秘境が中心となっているが、「肉歩き」では、海鮮関連の飲食店が多いであろう海沿いの地域や、飲食店そのものが少ない秘境で行われている。飲食店登録をしていない・肉の販売のみを行っている精肉店、バーベキュー場、焼肉弁当などを販売している弁当店などは認められず、肉を注文して自分でロースターや七輪で焼くスタイルの店舗であることが絶対条件である。
自販機帰れま10
2019年2月11日放送の企画初回は『自販機の1位を当てろ スタンプチャリー』というタイトルで放送。この時からすでに画面左上の説明テロップには『自販機帰れま10』と表示されていたが、同年6月10日放送の2回目から正式に現在のタイトルになった。番組側が選定した関東地方にある数ヶ所の自販機を順に巡り、『帰れま10』の要領で売上ランキング1位のメニューを予想。正解すれば次の自販機に進むことができ、最後の自販機の1位（回によっては最後の自販機のみ「ベスト3」に拡大されることもある）を当てることができれば企画終了となる。『帰れま10』のパーフェクト達成時の賞金は100万円だが、こちらの企画はパーフェクト達成で賞金10万円。初回のみ『スタンプチャリー（「スタンプラリー」+「チャリ」の合成語）』というタイトルにちなみ、「1つの自販機をクリアすると、その所在地と名物にちなんだスタンプを押す」「自販機間の移動手段は自転車」というルールが存在した。
2021年からは、新型コロナウイルス（COVID-19）の影響で地方ロケ（「バスサンド」、「すし歩き」など）が難しいために、東京近郊を舞台にこの企画が行われることが多くなっている。タイトルは「自販機帰れま10」ではなく、回により異なる。基本ルールはほぼ同様だが、番組側が選定した東京近郊の10箇所程度の自販機を順に廻り、1位を5回当てることができれば企画終了となる。ここでは不正解の場合でも、次の自販機に移動となる。5つ正解して終了すれば、残りの自販機は廻らない（この場合、行かなかった自販機の場所やメニューは番組内で紹介されない）。
ローカルチェーン店で1位メニューを1発で当てろ！
初回は2020年11月2日放送分。
「○○（地名）で帰れま10の旅」というタイトルの場合もある。基本ルールは、上記「自販機帰れま10」と同様。特定の都道府県を中心に展開する、番組側が選定したローカルチェーン店10箇所程度を順に廻り、人気メニュー1位を5回当てることができれば企画終了となる。必ず訪れる最初の5店舗は実際に行き、事前に取材したVTRをヒントにいくつか試食して、1位だと思うものを予想する。その後、その店舗の店長やマネージャーなどが登場して、順位を発表する。こちらも、5つ正解して終了すれば、残りのローカルチェーン店は廻らない（店舗名は表示されるが、実際に行かなかった店舗については同様にメニューは番組内で紹介されない）。また、居酒屋やカフェなどの場合は食べ物のメニューがランキングの対象となり、ビールやコーヒー等のドリンク類は対象外となる。
6店舗目以降の店舗には、事前に撮影許可をとっていない。もしも1つでも不正解で6店舗目以降になってしまった場合は、メンバーの誰かが対象となる店舗に買い出しに行き、1位だと思うものをいくつか買って別の場所（公園など）で試食して、テイクアウト可能な商品の中で1位だと思うものを予想する。この場合撮影許可をとっていないため、そのローカルチェーン店の本社・本部、または買い出しを行った店舗に電話で問い合わせて、テイクアウト可能な商品の中で何が1位かを確認する。
帰れま10

月曜ゴールデン移行後に復活。もっぱらスペシャル番組として、または「バスサンド」「すし歩き」等の旅企画終了後の番組後半（概ね20:30以降）に放送されている。
大行列
日本各地の秘境で「大行列ができるスポット」をスタッフが取材したVTRをタカアンドトシ、またはサンドウィッチマン（通常回の場合はメイン企画に出演しない方）が見る。番組冒頭。しかし2020年10月のフライングスタート開始以降は、冒頭で当日行われる企画の総集編を行うようになったため、行われなくなった。フライングスタート廃止後の2021年10月以降も行われていなかったが、2022年7月11日（月）放送回にて復活した。

### 過去に行われていた企画
ばったり出会えるまで帰れない！
日曜時代（午前時代、夕方時代いずれも）のレギュラー企画。
日曜午前時代は「バッタリ会えればタダ、会えなければ自腹!」のタイトルであった。メインメンバーを含む1組と、ゲストの1組がある共通するエリア（例：京都、鎌倉など）の別々の場所からスタートする。立ち寄った店にご厚意で貼らせてもらったインスタントカメラの写真や、観光客や従業員の目撃情報などをヒントに相手チームの居場所を推理しながら旅を行い、制限時間までに両チームが出会う必要がある（当然ながら、携帯電話は使用できない）。もしも制限時間内に出会えなければ、飲食・土産・入場料などで使った予算は全額自腹となる。2017年8月13日放送（京都）が唯一の失敗・全額自腹である。
『帰れマンデー見っけ隊!!』では、開始当初は放送がなかったが、月曜に移動してから半年以上が経った2018年11月5日放送で初めて放送された。この回には、やはり月曜移行後に出演が全くなかった山崎弘也（アンタッチャブル）が久々に出演しているが、ゲスト扱いでの出演であり、レギュラーへの復帰はしていない。また、月曜移行後、これが唯一の実施となっている。
無人駅で赤ちゃんに出会いたい旅
上記「飲食店を見つけるまで帰れない旅」の派生版。ローカル線の鉄道を舞台とし、双六形式であることは共通している。ここでは、その無人駅で降り、その周辺に住んでいる赤ちゃんを探し出す必要があり、出会った時点で先に進むことができる。ここで条件となる赤ちゃんは「0歳児または1歳児」に限られており、例えば1歳11ヶ月ならばクリアとなるが、2歳0ヶ月以上だと認められない。また、無人駅周辺に在住しているか、無人駅周辺の保育所に通っていることが条件となっている。こちらも無人駅故に、高齢者の居住はあっても、赤ちゃんがいるような若い夫婦の世帯が住んでいる可能性が少ないため、有人駅近くにある保育所でようやく見つかることも多々ある。
人気サービスエリアで帰れまダイス
指定されたいくつかの高速道路のサービスエリアで、そのサービスエリアの人気商品を当てる企画。サービスエリア毎に、サイコロで何位までを当てる必要があるかを決め、決められた順位以内のグルメが全て当たるまで、食べ続けなくてはならない（例：2位までであれば、1位と2位を当てるまで食べ続ける）。
年代物を1000年分見つけるまで終われない！
舞台となる地方の町で家にお邪魔し、その家で一番古いであろう物を選び、鑑定士が何年前の物かを判定する。その合計年数が1000年分に達するまで帰れない企画。
東京同ポジ散歩
フライングスタートの時間に行われていた企画。バブル時代の映像を見て、そこに映っている場所と全く同じ場所を探す。場所を見つけたら、その映像に移っている飲食店を探し出して、その飲食店で食事すればクリアとなる。

## 出演者

### 日曜午前時代（出演者）
帰れまサンデー（第1部）
- よゐこ（濱口優・有野晋哉）
- 松居直美
- 榊原郁恵
- 山崎弘也（アンタッチャブル）
- オードリー（若林正恭・春日俊彰）
- サンドウィッチマン（伊達みきお・富澤たけし）

※週替わり出演
帰れまサンデープラス（第2部）
- タカアンドトシ（タカ・トシ）

### 日曜夕方時代（出演者）
スタジオMC
- タカアンドトシ（タカ・トシ）

ロケメインメンバー
- タカアンドトシ（タカ・トシ）
- 山崎弘也（アンタッチャブル）
- サンドウィッチマン（伊達みきお・富澤たけし）
- よゐこ（濱口優・有野晋哉）

※ロケメインメンバーは原則として週替わり出演

### 月曜ゴールデンタイム時代（出演者）
- タカアンドトシ（タカ・トシ）
- サンドウィッチマン（伊達みきお・富澤たけし）

- ロケメインメンバーは原則として週替わり出演(スケジュールの都合上、例外もあり)。
- 字幕の色は伊達・トシが黄色、富澤・タカが水色、旅で「リーダー」とされるゲストが緑となっている。

## 放送リスト

### 日曜午前時代

#### 帰れまサンデー（日曜午前時代）
| 回                                                                                          | 放送日時 | 内容                                                                                        | MC                            | ゲスト | 備考 |
| ------------------------------------------------------------------------------------------- | -------- | ------------------------------------------------------------------------------------------- | ----------------------------- | --- | ---- |
| 1                                                                                           | 10月02日 | 70年、80年、90年の全年代でカラオケで全国1位を取るまで帰れない！                             | よゐこ 松居直美               | 綾小路きみまろ 石川ひとみ 葛城ユキ 太川陽介 石井明美 遼河はるひ 木山裕策                                                                         |      |
| 2                                                                                           | 10月09日 | バッティングセンターでホームランを打つまで帰れない！                                        | 山崎弘也 （アンタッチャブル） | 篠塚和典 田尾安志 広澤克実 元木大介 中村紀洋 関本賢太郎 G.G.佐藤 足立梨花 稲村亜美                                                               |      |
| 3                                                                                           | 10月16日 | 朝から行ける居酒屋10軒巡って人気のお酒1位当てるまで帰れない！                               | いとうあさこ                  | ウド鈴木（キャイ〜ン） 馬場典子 バービー 小椋久美子                                                                                              |      |
| 4                                                                                           | 10月23日 | バブル時代の雑誌に載っていた20軒の名店は今でもやっているのか！？ 10軒見つけるまで帰れない！ | よゐこ                        | 秋野暢子 京本政樹 川合俊一 |      |
| 5                                                                                           | 10月30日 | 浅草の外国人観光客人気スポットベスト10当てるまで帰れない！                                  | キャイ〜ン                    | 渡辺正行 池上季実子 筧美和子 |      |
| （11月6日は「第48回秩父宮賜杯全日本大学駅伝対校選手権大会」中継〈7:00 - 13:40〉のため休止） |          |                                                                                             |                               | |      |
| 6                                                                                           | 11月13日 | 人気パターゴルフ場全18ホールでホールインワンするまで帰れない！                              | オードリー                    | 東尾理子 古閑美保 丸山茂樹 羽川豊 山地まり |      |
| 7                                                                                           | 11月20日 | 都内近郊のスーパー銭湯人気ベスト10の中からTOP3を当てるまで帰れない！                        | サンドウィッチマン            | 美木良介 磯山さやか |      |
| 8                                                                                           | 11月27日 | バッティングセンターでホームランを打つまで帰れない！                                        | 山崎弘也 （アンタッチャブル） | 広澤克実 元木大介 清水隆行 稲村亜美 （以下はレジェンドゲスト） クロマティ 篠塚和典 高木豊 宇野勝 桧山進次郎 鈴木健 （以下はアシスタント） 大川藍 |      |
| 9                                                                                           | 12月04日 | スーパーカーを激ムズ駐車場に停めるまで帰れない！                                            | サンドウィッチマン            | 京本政樹 磯山さやか （以下はSPゲスト） 中嶋悟 土屋圭市 片山右京                                                                                  |      |
| 10                                                                                          | 12月11日 | 往年のボクサーがゲームセンターで道場破り!体感ゲーム全制覇するまで帰れない！                 | 山崎弘也 （アンタッチャブル） | 薬師寺保栄 井岡弘樹 飯田覚士 内藤大助 RENA （以下はレジェンドゲスト） 輪島功一 渡嘉敷勝男 （以下はアシスタント） 久松郁実                        |      |
| 11                                                                                          | 12月18日 | 冬の京都で2チームに分かれて贅沢旅!バッタリ会えればタダ、会えなければ自腹！                  | サンドウィッチマン 松居直美   | 秋野暢子 |      |
| 12                                                                                          | 12月25日 | おでんの人気メニュー2択を5連続当てるまで帰れない！                                          | よゐこ                        | 村野武範 山下真司 宍戸開 中村静香 （以下は進行） 弘中綾香（テレビ朝日アナウンサー）                                                              |      |

| 回                                                                                    | 放送日時 | 内容 | MC                                      | ゲスト | 備考                                 |
| ------------------------------------------------------------------------------------- | -------- | --- | --------------------------------------- | --- | ------------------------------------ |
| （1月1日は『羽鳥慎一モーニングショー 新春特大スペシャル』〈6:00 - 11:45〉のため休止） |          | |                                         | |                                      |
| 13                                                                                    | 01月08日 | 新春・鎌倉で2チームに分かれて贅沢旅!バッタリ会えればタダ、会えなければ自腹!                             | サンドウィッチマン                      | 藤田朋子 浅香唯 |                                      |
| 14                                                                                    | 01月15日 | ストラックアウトでパーフェクト出すまで帰れない!                                                         | 山崎弘也 （アンタッチャブル）           | 槙原寛己 西崎幸広 小宮山悟 木田優夫 門倉健 稲村亜美 （以下はレジェンドゲスト） 齋藤明夫 角盈男 （以下はアシスタント） 吉木りさ |                                      |
| 15                                                                                    | 01月22日 | 冬の函館で2チームに分かれて贅沢旅!バッタリ会えればタダ、会えなければ自腹!                               | サンドウィッチマン                      | モト冬樹 榊原郁恵 |                                      |
| 16                                                                                    | 01月29日 | 帰れまサンデー海外SP（特別編、10:00 - 11:45） 外国で自分の名前をフルネームで言われるまで日本に帰れない! | 亀田興毅 亀田大毅 ダンディ坂野 波田陽区 | 亀田興毅 亀田大毅 ダンディ坂野 波田陽区                                                                                        |                                      |
| 17                                                                                    | 02月05日 | 雪景色の金沢で2チームに分かれて贅沢旅！バッタリ会えればタダ、会えなければ自腹！                         | 山崎弘也 （アンタッチャブル）           | 井戸田潤（スピードワゴン） 渡辺美奈代 相田翔子                                                                                 |                                      |
| 18                                                                                    | 02月12日 | 冬の箱根で2チームに分かれて贅沢旅!バッタリ会えればタダ、会えなければ自腹!                               | よゐこ                                  | ウド鈴木（キャイ〜ン） 柴田理恵 北斗晶                                                                                         |                                      |
| 19                                                                                    | 02月19日 | 長崎で2チームに分かれて贅沢旅!バッタリ会えればタダ、会えなければ自腹!                                   | 山崎弘也 （アンタッチャブル）           | アニマル浜口 浜口京子 藤田朋子 浅香唯                                                                                          |                                      |
| 20                                                                                    | 02月26日 | 神戸で2チームに分かれて贅沢旅!バッタリ会えればタダ、会えなければ自腹!                                   | よゐこ                                  | 井森美幸 西田ひかる 遼河はるひ                                                                                                 |                                      |
| 21                                                                                    | 03月05日 | 伊豆で2チームに分かれて贅沢旅!バッタリ会えればタダ、会えなければ自腹!                                   | オードリー 松居直美                     | 森尾由美 |                                      |
| 22                                                                                    | 03月12日 | 横浜で2チームに分かれて贅沢旅！バッタリ会えればタダ、会えなければ自腹！                                 | 山崎弘也 （アンタッチャブル）           | 渡辺正行 はいだしょうこ 熊田曜子                                                                                               |                                      |
| 23                                                                                    | 03月19日 | 伊勢で2チームに分かれて贅沢旅!バッタリ会えればタダ、会えなければ自腹!                                   | サンドウィッチマン                      | 風間トオル 相田翔子 |                                      |
| 24                                                                                    | 03月26日 | 10カ国の外国人観光客に声をかけ彼らが今行きたい都内の観光スポットについて行けるまで帰れない              | 山崎弘也 （アンタッチャブル）           | 川合俊一 森泉 |                                      |
| 25                                                                                    | 04月02日 | 八王子で2チームに分かれて贅沢旅!バッタリ会えればタダ、会えなければ自腹!                                 | よゐこ                                  | 秋野暢子 井森美幸 加藤紀子 | 日曜10時（ネットセールス）枠最終放送 |

#### 帰れまサンデープラス
| 回                                                                                          | 放送日時 | 内容                                                                      | ゲスト                     | 備考 |
| ------------------------------------------------------------------------------------------- | -------- | ------------------------------------------------------------------------- | -------------------------- | ---- |
| 1                                                                                           | 10月02日 | 懐かしの10円ゲーム 5大人気機種 全てクリアするまで帰れない!                | 勝俣州和 中村静香          |      |
| 2                                                                                           | 10月09日 | 人気当たり付き駄菓子7種類 全部当たりを引くまで帰れない!                   | 渡辺正行 濱口優（よゐこ）  |      |
| 3                                                                                           | 10月16日 | 懐かしのヒット曲年間ベスト10 レコードで全部聴くまで帰れない!              | 榊原郁恵 モト冬樹          |      |
| 4                                                                                           | 10月23日 | プロゴルファーでも難しいミラクルショット 2つクリアするまで帰れまサンデー! | 風間トオル 武井壮 東尾理子 |      |
| 5                                                                                           | 10月30日 | 懐かしのRCカーでスゴ技コースクリアするまで帰れない!                       | 石原良純 平愛梨            |      |
| （11月6日は「第48回秩父宮賜杯全日本大学駅伝対校選手権大会」中継〈7:00 - 13:40〉のため休止） |          |                                                                           |                            |      |
| 6                                                                                           | 11月13日 | レトロ自販機の人気商品1位を当てるまで帰れない!                            | 川合俊一 東貴博 緑川静香   |      |
| 7                                                                                           | 11月20日 | 山で採れる美味しいキノコ10種類採れるまで帰れない!                         | 渡辺正行 篠崎愛            |      |
| 8                                                                                           | 11月27日 | 元Jリーガーとフットゴルフ 全ホール3打でクリアするまで帰れない!            | 福田正博 北澤豪            |      |
| 9                                                                                           | 12月04日 | 大型バスを激ムズ駐車場に停めるまで帰れない!                               | 中本賢 山口良一 南明奈     |      |
| 10                                                                                          | 12月11日 | 観光地でばったり出会えるまで帰れない!                                     | 浅香唯 西村知美            |      |
| 11                                                                                          | 12月18日 | 激レア自販機の人気1位当てるまで帰れない!                                  | 彦摩呂 朝比奈彩            |      |
| 12                                                                                          | 12月25日 | 今話題のクラシックミニファミコン4つ連続1面クリアできるまで帰れない!       | 濱口優（よゐこ） ラブリ    |      |

| 回                                                                                    | 放送日時 | 内容                                                                                          | ゲスト                                   | 備考                                                                |
| ------------------------------------------------------------------------------------- | -------- | --------------------------------------------------------------------------------------------- | ---------------------------------------- | ------------------------------------------------------------------- |
| （1月1日は『羽鳥慎一モーニングショー 新春特大スペシャル』〈6:00 - 11:45〉のため休止） |          |                                                                                               |                                          |                                                                     |
| 13                                                                                    | 01月08日 | 金沢でばったり出会うまで帰れない!                                                             | 野々村真 森尾由美                        |                                                                     |
| 14                                                                                    | 01月15日 | 関東最大級の釣り堀で7種類の魚を釣るまで帰れない!                                              | 田村亮 （ロンドンブーツ1号2号） 久松郁実 |                                                                     |
| 15                                                                                    | 01月22日 | 激レア自販機の人気1位の商品を当てるまで帰れない!                                              | 渡辺正行 堀田茜                          |                                                                     |
| （1月29日は特別編のため休止）                                                         |          |                                                                                               |                                          |                                                                     |
| 16                                                                                    | 02月05日 | 懐かしの駄菓子 各ジャンル 人気1位を全て当てるまで帰れない!                                    | ヨネスケ 佐野ひなこ                      |                                                                     |
| 17                                                                                    | 02月12日 | 都内でばったり出会えるまで帰れない！〜葛飾区編〜                                              | 藤吉久美子 森尾由美                      |                                                                     |
| 18                                                                                    | 02月19日 | 海に浮かぶ釣り堀で6種類の魚を釣るまで帰れない!                                                | 渡辺正行 朝比奈彩                        |                                                                     |
| 19                                                                                    | 02月26日 | 札幌でばったり出会えるまで帰れない!                                                           | 具志堅用高 堀田茜                        |                                                                     |
| 20                                                                                    | 03月05日 | 東京No.1の店を決めろ!餃子店におススメの餃子店を聞いて2チームが同じ店にたどり着くまで帰れない! | 彦摩呂 足立梨花                          |                                                                     |
| 21                                                                                    | 03月12日 | 無人駅で飲食店を見つけるまで帰れない旅！ 〜小湊鐵道編〜                                       | 川合俊一 朝比奈彩                        |                                                                     |
| 22                                                                                    | 03月19日 | 自由が丘で「パンのおいしい店」ベスト3全部見つけるまで帰れない!                                | 渡辺徹 筧美和子                          |                                                                     |
| 23                                                                                    | 03月26日 | 食べられる美味しい山菜10種類採れるまで帰れない!                                               | 野々村真 緑川静香                        |                                                                     |
| 24                                                                                    | 04月02日 | 懐かしの人気駄菓子5種類全部の当たりを引くまで帰れない!                                        | 渡辺正行 ユースケ（超特急）              | 日曜10時（ネットセールス）枠最終放送 『プラス』はこの日を以て終了。 |

### 日曜夕方時代
ロケメンバー欄の太字はロケメインメンバー（タカトシ、山崎、サンド、よゐこ）。

#### 帰れまサンデー（日曜夕方時代）
| 回 | 放送日時 | 内容                                                            | ロケメンバー | 備考                                                                                          |
| --- | -------- | --------------------------------------------------------------- | --- | --------------------------------------------------------------------------------------------- |
| 26 | 04月09日 | 谷根千・上野・浅草でばったり出会えるまで帰れない!               | タカアンドトシ 関根勤 ユースケ・サンタマリア | 日曜16時30分（ローカルセールス）枠移動初回 この回から『帰れまサンデー』で統一。               |
| 27 | 04月16日 | 京都でばったり出会えるまで帰れない!                             | サンドウィッチマン 瀬川瑛子 佐々木健介 |                                                                                               |
| 28 | 04月23日 | 無人駅で飲食店を見つけるまで帰れない旅! 〜いすみ鉄道〜          | タカアンドトシ 中居正広 |                                                                                               |
| 29 | 04月30日 | バッティングセンターでホームランを打つまで帰れない!             | 山崎弘也（アンタッチャブル） 井森美幸 （以下はスタメンゲスト） 立浪和義 里崎智也 清水隆行 ラルフ・ブライアント （以下はレジェンドゲスト） 駒田徳広 篠塚和典 （以下はアシスタント） 岸明日香 |                                                                                               |
| 30 | 05月07日 | 美味しく食べられる春の山菜 20種類採れるまで帰れない!            | タカアンドトシ 川合俊一 谷まりあ | 番組の最後で4月23日放送回の未公開シーンが放送された。                                         |
| 31 | 05月14日 | 関東屈指の人気観光地「箱根」でバッタリ出会うまで帰れない!       | サンドウィッチマン 勝俣州和 西村知美 |                                                                                               |
| 32 | 05月21日 | 美人妻を探すまで帰れない!                                       | サンドウィッチマン 山崎弘也（アンタッチャブル） 井森美幸 |                                                                                               |
| 33 | 05月28日 | 無人駅で飲食店を見つけるまで帰れない旅! 〜小湊鐵道編〜          | タカアンドトシ 川合俊一 朝比奈彩 | 点検車両の脱線事故があったため、3月12日に放送された小湊鐵道編の完全版（再編集）に変更された。 |
| 34 | 06月04日 | 諏訪湖の周りでばったり出会えるまで帰れない!                     | タカアンドトシ 関根勤 高橋みなみ |                                                                                               |
| 35 | 06月11日 | 人気観光地“小田原・湯河原”でバッタリ出会うまで帰れない!         | よゐこ 榊原郁恵 岡田圭右（ますだおかだ） 相田翔子 |                                                                                               |
| 36 | 06月18日 | 無人駅で飲食店を見つけるまで帰れない旅!〜わたらせ渓谷鐵道〜     | タカアンドトシ ダイアモンド☆ユカイ 森泉 | 5月28日に放送予定だったが、前述の理由で延期になった。                                         |
| 37 | 06月25日 | 初夏の鎌倉でバッタリ出会うまで帰れない!                         | 山崎弘也（アンタッチャブル） 手塚理美 片岡鶴太郎 熊田曜子 |                                                                                               |
| 38 | 07月02日 | 無人駅で飲食店を見つけるまで帰れない旅!〜樽見鉄道〜             | タカアンドトシ 渡辺徹 中尾明慶 |                                                                                               |
| 39 | 07月09日 | 三浦半島でバッタリ出会うまで帰れない!                           | サンドウィッチマン 瀬川瑛子 伍代夏子 |                                                                                               |
| 40 | 07月16日 | 富士山のふもとでばったり出会えるまで終われない旅!               | タカアンドトシ 薬丸裕英 勝村政信 久松郁実 谷まりあ |                                                                                               |
| 41 | 07月23日 | 秩父・長瀞でバッタリ出会うまで帰れない!                         | 山崎弘也（アンタッチャブル） 木下ほうか 北斗晶 佐々木健介 |                                                                                               |
| （7月30日は『路線バスで寄り道の旅 徳さん&おもしろ家族2017夏休みスペシャル』〈15:20 - 17:30、通常より60分後拡大〉のため休止） |          |                                                                 | |                                                                                               |
| 42 | 08月06日 | 無人駅で飲食店を見つけるまで帰れない旅!〜会津鉄道〜             | タカアンドトシ 紫吹淳 中尾明慶 |                                                                                               |
| 43 | 08月13日 | 夏の京都でバッタリ出会うまで帰れない!                           | サンドウィッチマン 神保悟志 山西惇 松居直美 | 「バッタリ出会うまで帰れない!」で、初の失敗・自腹となった。                                   |
| 44 | 08月20日 | 無人駅で飲食店を見つけるまで帰れない旅!〜富山地方鉄道・立山線〜 | タカアンドトシ 渡辺正行 柳ゆり菜 |                                                                                               |
| 45 | 08月27日 | 夏の箱根でばったり出会うまで帰れない!                           | よゐこ 長嶋一茂 釈由美子 森泉 |                                                                                               |
| 46 | 09月03日 | 村の飲食店を全て見つける旅〜長野県王滝村〜                      | タカアンドトシ はいだしょうこ |                                                                                               |
| 47 | 09月10日 | 秘境路線バスの旅!停留所で飲食店を見つけるまで帰れない旅!        | サンドウィッチマン 高橋ひとみ つるの剛士 | 35分拡大（15:55 - 17:30）                                                                     |
| 48 | 09月17日 | 村の飲食店を全て見つける旅〜長野県・天龍村〜                    | タカアンドトシ 佐藤藍子 |                                                                                               |
| 49 | 09月24日 | 秋の日光でばったり出会うまで帰れない!                           | 山崎弘也（アンタッチャブル） アンミカ 織田信成 |                                                                                               |

#### 帰れまサンデー・見っけ隊
| 回                                                                                        | 放送日時 | 内容                                                         | ロケメンバー                                            | 備考                                                     |
| ----------------------------------------------------------------------------------------- | -------- | ------------------------------------------------------------ | ------------------------------------------------------- | -------------------------------------------------------- |
| 50                                                                                        | 10月01日 | 無人駅で飲食店を見つけるまで帰れない旅!〜青い森鉄道〜        | タカアンドトシ 髙田万由子 グローバー                    | この回からタイトルを『帰れまサンデー・見っけ隊』に変更。 |
| 51                                                                                        | 10月08日 | 秘境路線バスに乗って飲食店を見つける旅                       | サンドウィッチマン 長嶋一茂 奥菜恵                      |                                                          |
| （10月15日は『富士通レディースゴルフ2017・最終日』〈16:00 - 17:25〉のため休止）           |          |                                                              |                                                         |                                                          |
| 52                                                                                        | 10月22日 | 秋の山の幸30種類 見っけ隊!                                   | タカアンドトシ 田丸麻紀 金子昇                          |                                                          |
| （10月29日は『樋口久子 三菱電機レディス2017・最終日』〈16:00 - 17:25〉のため休止）        |          |                                                              |                                                         |                                                          |
| 53                                                                                        | 11月05日 | 秘境路線バスに乗って飲食店を見つける旅                       | よゐこ 秋野暢子 片瀬那奈                                |                                                          |
| （11月12日は『伊藤園レディスゴルフトーナメント2017・最終日』〈16:00 - 17:25〉のため休止） |          |                                                              |                                                         |                                                          |
| 54                                                                                        | 11月19日 | 村にある飲食店を見つける旅!村5飯!                            | タカアンドトシ 泉里香                                   |                                                          |
| 55                                                                                        | 11月26日 | 秋の京都でばったり出会うまで帰れない!                        | 山崎弘也（アンタッチャブル） 菊川怜 草野仁 ギャル曽根   |                                                          |
| 56                                                                                        | 12月03日 | 無人駅で飲食店を見つけるまで帰れない旅〜北越急行ほくほく線〜 | タカアンドトシ 蟹江一平 はいだしょうこ                  |                                                          |
| 57                                                                                        | 12月10日 | 秘境路線バスに乗って飲食店を見つける旅                       | サンドウィッチマン 宇梶剛士 岡副麻希                    |                                                          |
| 58                                                                                        | 12月17日 | 土の中のご馳走 10種見っけ隊!                                 | タカアンドトシ 川合俊一 久松郁実                        |                                                          |
| 59                                                                                        | 12月24日 | 秘境路線バスに乗って飲食店を見つける旅                       | 山崎弘也（アンタッチャブル） 榊原郁恵 つるの剛士 浅田舞 |                                                          |
| （12月31日は『大みそかだよドラえもん1時間スペシャル!!』のため休止）                       |          |                                                              |                                                         |                                                          |

| 回 | 放送日時 | 内容 | ロケメンバー                                                     | 備考                      |
| -- | -------- | --- | ---------------------------------------------------------------- | ------------------------- |
| 60 | 01月07日 | これまでに放送した様々な企画の中から反響が大きかったものを厳選! 未公開の秘蔵映像もふんだんに追加した2時間スペシャル!                          | 傑作選 （タカアンドトシ・中居正広） （タカアンドトシ・佐藤藍子） | 70分拡大（15:20 - 17:30） |
| 61 | 01月14日 | 冬の鎌倉でばったり出会うまで帰れない! | サンドウィッチマン 神保悟志 山西惇 橋本マナミ                    |                           |
| 62 | 01月21日 | 無人駅で飲食店を見つけるまで帰れない旅!〜滋賀県・近江鉄道〜                                                                                   | タカアンドトシ つるの剛士 篠原ともえ                             |                           |
| 63 | 01月28日 | 秘境路線バスに乗って飲食店を見つける旅 | よゐこ 寺島進 岡副麻希                                           |                           |
| 64 | 02月04日 | 家に眠る年代物 1000年分見っけ隊! | タカアンドトシ 草野仁 秋元真夏                                   |                           |
| 65 | 02月11日 | 秘境路線バスに乗って飲食店見つける旅SP これまで放送した中から反響が大きかった回を未公開映像も追加して大放出!!                                 | 傑作選 （サンドウィッチマン・長嶋一茂・奥菜恵）                  |                           |
| 66 | 02月18日 | 無人駅で飲食店を見つけるまで帰れない旅〜近畿日本鉄道 鳥羽線・志摩線〜                                                                         | タカアンドトシ 原田龍二 はいだしょうこ                           |                           |
| 67 | 02月25日 | 秘境路線バスに乗って飲食店見つける旅SP これまで放送した中から反響が大きかった回を未公開映像も追加して大放出!!                                 | 傑作選 （サンドウィッチマン・宇梶剛士・岡副麻希）                |                           |
| 68 | 03月04日 | 無人駅で赤ちゃんに出会い隊!〜千葉県・小湊鐵道〜                                                                                               | タカアンドトシ 佐藤弘道 安田美沙子                               |                           |
| 69 | 03月11日 | 城下町で老舗グルメを1000年分見っけ隊!〜小江戸「川越」〜 城下町で老舗を探しグルメを堪能、そのお店の創業年数が合計1000年を超えるまで帰れない旅! | サンドウィッチマン 鈴木杏樹 つるの剛士                           |                           |
| 70 | 03月18日 | 高い所にある飲食店 1000m分見っけ隊! | タカアンドトシ 小沢真珠 篠原信一                                 |                           |
| 71 | 03月25日 | 秘境路線バスに乗って飲食店を見つける旅 | 山崎弘也（アンタッチャブル） 賀来千香子 沢村一樹 板野友美        | 70分拡大（15:20 - 17:30） |

### 月曜ゴールデンタイム時代
ロケメンバー欄の太字はロケメインメンバー（タカトシ、サンド）。

#### 帰れマンデー・見っけ隊
| 回 | 放送日時 | 内容                                                                                                | ロケメンバー | 備考                      |
| -- | -------- | --------------------------------------------------------------------------------------------------- | --- | ------------------------- |
| 1  | 4月16日  | 秘境路線バスに乗って飲食店を見つける旅                                                              | サンドウィッチマン 森昌子 完熟フレッシュ（池田57CRAZY、池田レイラ）                                                                                     | 3時間SP（19:00 - 21:48）  |
| 1  | 4月16日  | 大人気ハンバーグ店で帰れま10〜びっくりドンキー 第3弾〜                                              | タカアンドトシ 波瑠 沢村一樹 山内圭哉 スピードワゴン（井戸田潤、小沢一敬） おかずクラブ（オカリナ、ゆいP）                                              | 3時間SP（19:00 - 21:48）  |
| 2  | 4月23日  | 秘境列車で無人駅を見つける旅〜肥薩おれんじ鉄道〜                                                    | タカアンドトシ 高梨沙羅 中山秀征 | 20分拡大（19:00 - 20:20） |
| 3  | 4月30日  | 秘境路線バスに乗って飲食店を見つける旅                                                              | サンドウィッチマン 鈴木杏樹 つるの剛士 | 15分拡大（19:00 - 20:15） |
| 4  | 5月7日   | 無人駅で飲食店を見っけ隊!〜えちぜん鉄道〜                                                           | タカアンドトシ えなりかずき ブルゾンちえみ 丸山桂里奈                                                                                                   | 20分拡大（19:00 - 20:20） |
| 5  | 5月21日  | 秘境路線バスに乗って飲食店を見つける旅                                                              | サンドウィッチマン 佐藤仁美 夏菜 | 20分拡大（19:00 - 20:20） |
| 6  | 5月28日  | 武田信玄ゆかりの地・山梨県北杜市を舞台に、 民家にお伺いし、家に眠る年代物を見せて頂く!              | タカアンドトシ サンドウィッチマン 羽鳥慎一 水野真紀 上地雄輔                                                                                            |                           |
| 7  | 6月4日   | 秘境路線バスに乗って飲食店を見つける旅                                                              | サンドウィッチマン 寺島進 生駒里奈 | 30分拡大（19:00 - 20:30） |
| 8  | 6月11日  | 秘境路線バスに乗って飲食店を見つける旅                                                              | サンドウィッチマン 長嶋一茂 村上佳菜子 | 3時間SP（19:00 - 21:48）  |
| 8  | 6月11日  | 大人気回転寿司店で帰れま10〜スシロー 第2弾〜                                                        | タカアンドトシ 井ノ原快彦（V6） 小杉竜一（ブラックマヨネーズ） 羽田美智子 津田寛治 吹越満 山田裕貴 バッファロー吾郎A(バッファロー吾郎、助っ人参戦)      | 3時間SP（19:00 - 21:48）  |
| 9  | 6月18日  | 無人駅で飲食店を見っけ隊!〜長良川鉄道〜                                                             | タカアンドトシ 蛭子能収 遠藤久美子 |                           |
| 10 | 6月25日  | 中居正広が島根県・一畑電車に乗って、無人駅で飲食店を探す旅!                                         | タカアンドトシ 中居正広 劇団ひとり 藤ヶ谷太輔（Kis-My-Ft2）                                                                                             | 35分拡大（19:00 - 20:35） |
| 11 | 7月2日   | 秘境路線バスに乗って飲食店を見つける旅                                                              | サンドウィッチマン 八木亜希子 つるの剛士 | 10分拡大（19:00 - 20:10） |
| 12 | 7月16日  | 秘境路線バスに乗って飲食店を見つける旅 バスごろく                                                   | サンドウィッチマン 大谷亮平 渡辺直美 | 3時間SP（19:00 - 21:48）  |
| 12 | 7月16日  | 大人気中華チェーン店で帰れま10〜餃子の王将 第3弾〜                                                  | タカアンドトシ 綾野剛 沢尻エリカ 渡部篤郎 光石研 藤本隆宏 中山秀征 おかずクラブ（オカリナ、ゆいP）                                                      | 3時間SP（19:00 - 21:48）  |
| 13 | 7月23日  | 秘境路線バスに乗って飲食店を見つける旅 バスごろく                                                   | サンドウィッチマン 石原良純 岡副麻希 | 2分短縮（19:00 - 19:58）  |
| 14 | 7月30日  | 爆笑問題が過酷無人駅の旅! 秋田県を走る「秋田内陸縦貫鉄道」を舞台に、無人駅の近くにある飲食店を探す! | タカアンドトシ 爆笑問題 水野真紀 | 10分拡大（19:00 - 20:10） |
| 15 | 8月6日   | 秘境路線バスに乗って飲食店を見つける旅 バスごろく                                                   | サンドウィッチマン 松岡修造 柳原可奈子 | 30分拡大（19:00 - 20:30） |
| 16 | 8月20日  | DAIGOと行く!無人駅で赤ちゃんに出会いたい旅!                                                         | タカアンドトシ DAIGO 乙葉 チャンカワイ（Wエンジン） | 30分拡大（19:00 - 20:30） |
| 17 | 8月27日  | 秘境路線バスに乗って飲食店を見つける旅 バスごろく                                                   | サンドウィッチマン 石塚英彦（ホンジャマカ） 中村仁美 | 20分拡大（19:00 - 20:20） |
| 18 | 9月3日   | 秘境路線バスに乗って飲食店を見つける旅 バスごろく                                                   | サンドウィッチマン 松田龍平 つるの剛士 | 3時間SP（19:00 - 21:48）  |
| 18 | 9月3日   | 大人気アイスクリーム店で帰れま10〜サーティワンアイスクリーム 第3弾〜                                | タカアンドトシ Toshl（X JAPAN） 勝俣州和 川田裕美 鬼龍院翔（ゴールデンボンバー） 斎藤司（トレンディエンジェル） 濱口優（よゐこ） チョコレートプラネット | 3時間SP（19:00 - 21:48）  |
| 19 | 9月10日  | 静岡鉄道のちびまる子ちゃん電車に乗って、 無人駅でさくらももこ先生ゆかりの飲食店を探す旅!            | タカアンドトシ 東山紀之（少年隊） 塚本高史 森泉 生駒里奈                                                                                                | 15分拡大（19:00 - 20:15） |
| 20 | 9月24日  | 秘境路線バスに乗って飲食店を見つける旅 バスごろく                                                   | サンドウィッチマン 石塚英彦（ホンジャマカ） 鈴木杏樹 | 20分拡大（19:00 - 20:20） |
| 21 | 10月8日  | 大人気回転寿司チェーン店で帰れま10〜はま寿司〜                                                      | タカアンドトシ 相葉雅紀（嵐） 広末涼子 趣里 小瀧望（ジャニーズWEST） 小杉竜一（ブラックマヨネーズ） 尼神インター                                        | 3時間SP（19:00 - 21:48）  |
| 21 | 10月8日  | 秘境路線バスに乗って飲食店を見つける旅 バスごろく                                                   | サンドウィッチマン 菜々緒 滝沢カレン | 3時間SP（19:00 - 21:48）  |
| 22 | 10月15日 | 反町隆史が参戦! 京都丹後鉄道に乗って、無人駅で飲食店を探す旅!                                       | タカアンドトシ 反町隆史 山西惇 はいだしょうこ | 30分拡大（19:00 - 20:30） |
| 23 | 10月29日 | 秘境路線バスに乗って飲食店を見つける旅 バスごろく                                                   | サンドウィッチマン 長嶋一茂 水野美紀 | 25分拡大（19:00 - 20:25） |
| 24 | 11月5日  | 秋の鎌倉で3チームがばったり出会えるまで帰れない!ばったり旅                                          | タカアンドトシ 鈴木砂羽 デヴィ夫人 山崎弘也（アンタッチャブル） 柳沢慎吾                                                                                | 30分拡大（19:00 - 20:30） |
| 25 | 11月12日 | 秘境路線バスに乗って飲食店を見つける旅 バスごろく                                                   | サンドウィッチマン 中村雅俊 ANZEN漫才 | 25分拡大（19:00 - 20:25） |
| 26 | 11月19日 | 立山黒部アルペンルートで飲食店を探す旅!                                                             | タカアンドトシ 石塚英彦（ホンジャマカ） 渡辺満里奈 浅利陽介                                                                                             | 20分拡大（19:00 - 20:20） |
| 27 | 12月3日  | 秘境路線バスに乗って飲食店を見つける旅 バスごろく                                                   | サンドウィッチマン デヴィ夫人 西川貴教 | 20分拡大（19:00 - 20:20） |
| 28 | 12月10日 | 日本一のピザチェーンで帰れま10〜ピザーラ「PIZZA-LA」 第3弾〜                                        | タカアンドトシ 米倉涼子 向井理 菜々緒 安達祐実 三浦翔平 勝村政信 中山秀征 ダイアン 岡部大（ハナコ）                                                     | 35分拡大（19:00 - 20:35） |

#### 帰れマンデー

##### 2019年
| 回 | 放送日時 | 内容 | ロケメンバー | 備考                                    |
| -- | -------- | --- | --- | --------------------------------------- |
| 29 | 1月7日   | 秘境路線バスに乗って飲食店を見つける旅 バスサンド                                                           | サンドウィッチマン 石塚英彦（ホンジャマカ） 柳原可奈子 間宮祥太朗                                                            | 30分拡大（19:00 - 20:30）               |
| 30 | 1月14日  | 大人気中華料理店で帰れま10〜バーミヤン 第4弾〜                                                              | タカアンドトシ 木村拓哉 長澤まさみ 篠井英介 石川恋 三四郎 江上敬子（ニッチェ）                                               | 3時間SP（19:00 - 21:48）                |
| 30 | 1月14日  | 自転車に乗って食材探し!炊き込みご飯を作ってお米1升を食べきる旅                                              | サンドウィッチマン 草刈民代 霜降り明星                                                                                       | 3時間SP（19:00 - 21:48）                |
| 31 | 1月28日  | 3県をまたぎ 雪の絶景『白川郷』を目指す乗り継ぎ旅                                                            | タカアンドトシ 萬田久子 杉浦太陽 渚（尼神インター）                                                                          | 30分拡大（19:00 - 20:30）               |
| 32 | 2月4日   | 秘境路線バスに乗って飲食店を見つける旅 バスサンド                                                           | サンドウィッチマン 八嶋智人 森泉                                                                                             | 30分拡大（19:00 - 20:30）               |
| 33 | 2月11日  | 秘境路線バスに乗って飲食店を見つける旅 バスサンド                                                           | サンドウィッチマン 伊集院光 二階堂ふみ 二階堂高嗣（Kis-My-Ft2）                                                              | 3時間SP（19:00 - 21:48）                |
| 33 | 2月11日  | 自販機の1位を当てろ!“スタンプチャリー”                                                                      | タカアンドトシ 山西惇 山中崇史 上地雄輔 池田美優                                                                             | 3時間SP（19:00 - 21:48）                |
| 34 | 2月18日  | 人生で一度は見たい絶景!「樹氷」を目指す乗り継ぎ旅!                                                          | タカアンドトシ 寺島進 加藤ローサ 阿佐ヶ谷姉妹                                                                                | 30分拡大（19:00 - 20:30）               |
| 35 | 2月25日  | 秘境路線バスに乗って飲食店を見つける旅 バスサンド                                                           | サンドウィッチマン 石原良純 鶴田真由 中丸雄一（KAT-TUN）                                                                     | 30分拡大（19:00 - 20:30）               |
| 36 | 3月4日   | 今が満開!伊豆の河津桜2大祭りを目指す、秘境乗り継ぎ旅!                                                       | タカアンドトシ 市川猿之助 中村隼人 トリンドル玲奈 中岡創一（ロッチ）                                                         | 30分拡大（19:00 - 20:30）               |
| 37 | 3月11日  | 100種3000本 梅の絶景!日本三名園「偕楽園」を目指す乗り継ぎ旅                                                 | タカアンドトシ 森昌子 間宮祥太朗 横澤夏子                                                                                    | 30分拡大（19:00 - 20:30）               |
| 38 | 3月18日  | 秘境路線バスに乗って飲食店を見つける旅 バスサンド                                                           | サンドウィッチマン 浅野ゆう子 平野紫耀（King & Prince）                                                                      |                                         |
| 39 | 3月25日  | 秘境路線バスに乗って飲食店を見つける旅 バスサンド                                                           | サンドウィッチマン 石塚英彦（ホンジャマカ） 魔裟斗 渡辺直美                                                                  | 3時間SP（19:00 - 21:48）                |
| 39 | 3月25日  | 大人気うどん店で帰れま10〜つるとんたん〜                                                                    | タカアンドトシ 西島秀俊 伊藤淳史 池田鉄洋 真飛聖 渡辺直美 村上健志（フルーツポンチ） Mr.シャチホコ                           | 3時間SP（19:00 - 21:48）                |
| 40 | 4月8日   | 秘境路線バスに乗って飲食店を見つける旅 バスサンド                                                           | サンドウィッチマン 高橋一生 斎藤工 滝藤賢一 滝沢カレン                                                                       | 3時間SP（19:00 - 21:48）                |
| 40 | 4月8日   | 話題の本格すしチェーン店で帰れま10〜すしざんまい 第2弾〜                                                    | タカアンドトシ 天海祐希 小日向文世 田中哲司 鈴木浩介 宮川大輔 ダイアン 丸山桂里奈                                            | 3時間SP（19:00 - 21:48）                |
| 41 | 4月22日  | GW直前！埼玉県“奥秩父” の秘湯を目指す乗り継ぎ旅                                                             | タカアンドトシ 松岡昌宏（TOKIO） 木南晴夏 中岡創一（ロッチ）                                                                 | 30分拡大（19:00 - 20:30）               |
| 42 | 5月6日   | 秘境路線バスに乗って飲食店を見つける旅 バスサンド                                                           | サンドウィッチマン 石塚英彦（ホンジャマカ） 花田虎上 松岡茉優                                                                | 30分拡大（19:00 - 20:30）               |
| 43 | 5月13日  | 秘境路線バスに乗って飲食店を見つける旅 バスサンド                                                           | サンドウィッチマン 羽田美智子 友近 大谷亮平 永瀬廉（King & Prince）                                                          | 2時間SP（19:00 - 20:55）                |
| 44 | 5月20日  | 世界遺産・日光の山間を行く絶景秘境ルート！ 華厳の滝と奥日光の秘湯"温泉寺"を目指す旅                         | タカアンドトシ 岡田准一（V6） 松山ケンイチ 飯豊まりえ                                                                        | 30分拡大（19:00 - 20:30）               |
| 45 | 05月27日 | 秘境路線バスに乗って飲食店を見つける旅 バスサンド                                                           | サンドウィッチマン 鈴木杏樹 春日俊彰（オードリー） 岸優太（King & Prince）                                                   | 30分拡大（19:00 - 20:30）               |
| 46 | 06月03日 | 初夏に行きたい!長野の絶景秘境ルート 松本城から名湯"白骨温泉"を目指す乗り継ぎ旅!                             | タカアンドトシ 前川清 前川侑那 宮田俊哉（kiss-My-Ft2） 福原遥                                                                | 30分拡大（19:00 - 20:30）               |
| 47 | 06月10日 | 秘境路線バスに乗って飲食店を見つける旅 バスサンド                                                           | サンドウィッチマン 伊集院光 木下優樹菜 桐山照史（ジャニーズWEST）                                                            | 3時間SP（19:00 - 21:48）                |
| 47 | 06月10日 | 人気1位当てろ!自販機帰れま10〜群馬県伊勢崎市〜                                                              | タカアンドトシ 生駒里奈 いとうあさこ 大和田伸也 ガンバレルーヤ                                                               | 3時間SP（19:00 - 21:48）                |
| 48 | 06月17日 | 秘境路線バスに乗って飲食店を見つける旅 バスサンド                                                           | サンドウィッチマン 藤木直人 村上佳菜子 みちょぱ                                                                              | 30分拡大（19:00 - 20:30）               |
| 49 | 07月01日 | 海なし県でお寿司屋さんを見つける旅!栃木県・真岡鉄道〜                                                       | タカアンドトシ 東山紀之（少年隊） 塚本高史 横澤夏子                                                                          | 40分拡大（19:00 - 20:40）               |
| 50 | 07月08日 | 秘境路線バスに乗って飲食店を見つける旅 バスサンド                                                           | サンドウィッチマン 大森南朋 礼二（中川家） 滝沢カレン                                                                        | 3時間SP（19:00 - 21:48）                |
| 50 | 07月08日 | 人気1位当てろ!自販機帰れま10                                                                                | タカアンドトシ 小堺一機 飯尾和樹（ずん） みちょぱ 岡副麻希 タクヤ（超特急）                                                  | 3時間SP（19:00 - 21:48）                |
| 51 | 07月15日 | 女優・沢口靖子がとうとう帰れま10に初登場!! ドラマ「科捜研の女」チームを率いて、ガチ参戦SP〜天下一品 第2弾〜 | タカアンドトシ 沢口靖子 内藤剛志 若村麻由美 風間トオル 石井一彰 山崎弘也（アンタッチャブル） 東京ホテイソン                  | 30分拡大（19:00 - 20:30）               |
| 52 | 07月22日 | 秘境路線バスに乗って飲食店を見つける旅 バスサンド                                                           | サンドウィッチマン 松岡修造 宮川大輔 滝沢カレン                                                                              | 30分繰り上げ・24分拡大（18:30 - 19:54） |
| 53 | 07月29日 | 秘境路線バスに乗って飲食店を見つける旅 バスサンド                                                           | サンドウィッチマン 草刈民代 中岡創一（ロッチ） 間宮祥太朗                                                                    | 30分拡大（19:00 - 20:30）               |
| 54 | 08月05日 | 夏休みSP!涼しい夏の北海道! 美瑛・富良野の絶景＆グルメルートを巡る秘境乗り継ぎ旅                             | タカアンドトシ 山田涼介 今田美桜 井森美幸 佐々木健介                                                                         | 30分拡大（19:00 - 20:30）               |
| 55 | 08月26日 | 秘境路線バスに乗って飲食店を見つける旅 バスサンド                                                           | サンドウィッチマン 長嶋一茂 小杉竜一（ブラックマヨネーズ） すみれ                                                            | 3時間SP（19:00 - 21:48）                |
| 55 | 08月26日 | 映画「おっさんずラブ」軍団が帰れま10にガチ挑戦SP!〜牛角 第4弾〜                                             | タカアンドトシ 田中圭 吉田鋼太郎 林遣都 沢村一樹 志尊淳 内田理央 秋山竜次（ロバート） オカリナ（おかずクラブ） りんごちゃん  | 3時間SP（19:00 - 21:48）                |
| 56 | 09月02日 | 秘境路線バスに乗って飲食店を見つける旅 バスサンド                                                           | サンドウィッチマン 五郎丸歩 友近 二階堂高嗣（Kis-My-Ft2）                                                                    | 30分拡大（19:00 - 20:30）               |
| 57 | 09月09日 | 海なし県・埼玉の秘境駅でお寿司屋さんを見つける旅!                                                           | タカアンドトシ 高橋克典 水野美紀 深澤辰哉（Snow Man/ジャニーズJr.） みちょぱ                                                 | 30分拡大（19:00 - 20:30）               |
| 58 | 09月16日 | 秘境路線バスに乗って飲食店を見つける旅 バスサンド                                                           | サンドウィッチマン 木下優樹菜 平野紫耀（King & Prince）                                                                      | 30分拡大（19:00 - 20:30）               |
| 59 | 09月23日 | 秘境路線バスに乗って飲食店を見つける旅 バスサンド                                                           | サンドウィッチマン 中井貴一 梶原善 ガンバレルーヤ                                                                            | 30分拡大（19:00 - 20:30）               |
| 60 | 10月07日 | 秘境路線バスに乗って飲食店を見つける旅 バスサンド                                                           | サンドウィッチマン 宮川大輔 貫地谷しほり 桐山照史（ジャニーズWEST）                                                          | 3時間SP（19:00 - 21:48）                |
| 60 | 10月07日 | 日本一の回転寿司チェーン店で帰れま10〜スシロー 第3弾〜                                                      | タカアンドトシ 矢部浩之（ナインティナイン） 岡野雅行 播戸竜二 小杉竜一（ブラックマヨネーズ） 磯山さやか 草薙航基（宮下草薙） | 3時間SP（19:00 - 21:48）                |
| 61 | 10月14日 | 海なし県・群馬の無人駅でお寿司屋さんを探す旅!                                                               | タカアンドトシ 賀来千香子 古市憲寿 吉岡里帆                                                                                  | 30分拡大（19:00 - 20:30）               |
| 62 | 10月21日 | 秘境路線バスに乗って飲食店を見つける旅 バスサンド                                                           | サンドウィッチマン 二階堂ふみ いとうあさこ 中丸雄一（KAT-TUN）                                                               | 30分拡大（19:00 - 20:30）               |
| 63 | 10月28日 | 海なし県・栃木でお寿司屋さんを探す旅!                                                                       | タカアンドトシ 田中圭 森泉 山崎静代（南海キャンディーズ） 伊原六花                                                           | 30分拡大（19:00 - 20:30）               |
| 64 | 11月18日 | 秘境路線バスに乗って飲食店を見つける旅 バスサンド                                                           | サンドウィッチマン 草刈民代 中岡創一（ロッチ） 滝沢カレン                                                                    | 30分拡大（19:00 - 20:30）               |
| 65 | 11月25日 | 新潟・海なし秘境でお寿司屋さんを探す旅!                                                                     | タカアンドトシ 風吹ジュン いとうあさこ 村上佳菜子 二階堂高嗣（Kis-My-Ft2）                                                   | 30分拡大（19:00 - 20:30）               |
| 66 | 12月2日  | 秘境路線バスに乗って飲食店を見つける旅 バスサンド                                                           | サンドウィッチマン 中村雅俊 横尾渉（Kis-My-Ft2） 佐藤栞里                                                                    | 30分拡大（19:00 - 20:30）               |
| 67 | 12月9日  | 秘境路線バスに乗って飲食店を見つける旅 バスサンド                                                           | サンドウィッチマン いとうあさこ かしゆか（Perfume） 成田凌                                                                   | 30分拡大（19:00 - 20:30）               |
| 68 | 12月16日 | 海なし県・群馬の秘境でお寿司屋さんを探す旅!                                                                 | タカアンドトシ 高橋尚子 長嶋一茂                                                                                             | 30分拡大（19:00 - 20:30）               |

##### 2020年
| 回  | 放送日時 | 内容 | ロケメンバー | 備考                        |
| --- | -------- | --- | --- | --------------------------- |
| 69  | 01月06日 | 秘境路線バスに乗って飲食店を見つける旅 バスサンド | サンドウィッチマン 三宅健（V6） 滝沢カレン 福地桃子 佐久間大介（Snow Man）                                                          | 3時間SP（19:00 - 21:48）    |
| 69  | 01月06日 | 日本一の串カツチェーン店で帰れま10 | タカアンドトシ 桐谷健太 東出昌大 柳葉敏郎 比嘉愛未 磯村勇斗 川島明（麒麟） はるな愛 かまいたち                                      | 3時間SP（19:00 - 21:48）    |
| 70  | 01月13日 | 海なし秘境でお寿司屋さんを探す旅！栃木・日光編！ | タカアンドトシ 賀来千香子 岸優太（King & Prince） 山崎弘也（アンタッチャブル）                                                      | 30分拡大（19:00 - 20:30）   |
| 71  | 01月20日 | 秘境路線バスに乗って飲食店を見つける旅 バスサンド | サンドウィッチマン 佐藤隆太 本田望結 草薙航基（宮下草薙） 目黒蓮（Snow Man）                                                        | 30分拡大（19:00 - 20:30）   |
| 72  | 01月27日 | 海なし秘境でお寿司屋さんを探す旅！世界遺産・白川郷！ | タカアンドトシ 安田顕（TEAM NACS） 松井愛莉 中岡創一（ロッチ） 塚田僚一（A.B.C-Z）                                                  | 30分拡大（19:00 - 20:30）   |
| 73  | 02月3日  | 海なし秘境でお寿司屋さんを探す旅！冬の岩手・世界遺産編 | タカアンドトシ 南野陽子 小山慶一郎（NEWS） 秋山竜次（ロバート） 堀田茜                                                              | 30分拡大（19:00 - 20:30）   |
| 74  | 02月10日 | 秘境路線バスに乗って飲食店を見つける旅 バスサンド | サンドウィッチマン YOU 宮川大輔 玉森裕太（Kis-My-Ft2）                                                                              | 30分拡大（19:00 - 20:30）   |
| 75  | 02月17日 | 海なし秘境でお寿司屋さんを探す旅！山形・蔵王 編 | タカアンドトシ 未唯mie 高橋尚子 工藤阿須加                                                                                          | 30分拡大（19:00 - 20:30）   |
| 76  | 02月24日 | 秘境路線バスに乗って飲食店を見つける旅 バスサンド | サンドウィッチマン 千葉雄大 佐藤栞里 フワちゃん                                                                                     | 3時間SP（19:00 - 21:48）    |
| 76  | 02月24日 | 人気サービスエリアで帰れまダイス | タカアンドトシ 桐谷健太 神宮寺勇太（King & Prince） 髙橋海人（King & Prince） つるの剛士 若槻千夏                                   | 3時間SP（19:00 - 21:48）    |
| 77  | 03月2日  | 秘境路線バスに乗って飲食店を見つける旅 バスサンド | サンドウィッチマン 鶴田真由 小杉竜一（ブラックマヨネーズ） 要潤 佐藤大樹（EXILE/FANTASTICS）                                        | 3時間SP（19:00 - 21:48）    |
| 77  | 03月2日  | お笑い第7世代が大集結! 大人気激辛ラーメン店で帰れま10 | タカアンドトシ EXIT 四千頭身 ぺこぱ すゑひろがりず 伊原六花                                                                         | 3時間SP（19:00 - 21:48）    |
| 78  | 03月9日  | 海なし秘境でお寿司屋さんを探す旅!静岡・天城越え編 | タカアンドトシ 高島礼子 芦名星 山崎弘也（アンタッチャブル） 小瀧望（ジャニーズWEST）                                                | 30分拡大（19:00 - 20:30）   |
| 79  | 03月16日 | 秘境路線バスに乗って飲食店を見つける旅 バスサンド | サンドウィッチマン 竹中直人 田中美佐子 中丸雄一（KAT-TUN） 猪狩蒼弥（HiHi Jets）                                                    | 30分拡大（19:00 - 20:30）   |
| 80  | 03月23日 | 海なし秘境でお寿司屋さんを探す旅!明智光秀編 | タカアンドトシ 小田井涼平（純烈） 山崎弘也（アンタッチャブル） 草薙航基（宮下草薙） 神宮寺勇太（King & Prince）                     | 30分拡大（19:00 - 20:30）   |
| 81  | 04月6日  | 秘境路線バスに乗って飲食店を見つける旅 バスサンド 富士見温泉 | サンドウィッチマン 上白石萌音 3時のヒロイン                                                                                         | 3時間SP（19:00 - 21:48）    |
| 81  | 04月6日  | 秘境路線バスに乗って飲食店を見つける旅 バスサンド 箱根 | サンドウィッチマン 松岡茉優 石塚英彦 花田虎上                                                                                       | 3時間SP（19:00 - 21:48）    |
| 82  | 04月13日 | 海なし秘境でお寿司屋さんを探す旅！山梨・桃源郷 編 | タカアンドトシ 菜々緒 工藤阿須加 柳沢慎吾                                                                                           | 50分拡大（19:00 - 20:50）   |
| 83  | 04月20日 | 秘境路線バスに乗って飲食店を見つける旅 バスサンド | サンドウィッチマン 浅野ゆう子 平野紫耀（king & prince）                                                                             | 30分拡大（19:00 - 20:30）   |
| 84  | 05月4日  | 秘境路線バスに乗って飲食店を見つけるバスサンド 名作SP | サンドウィッチマン 高橋一生 斎藤工 滝藤賢一 滝沢カレン                                                                              | 3時間SP（19:00 - 21:48）    |
| 84  | 05月4日  | 番組史上最も過酷な伝説の企画!?秘境の村で飲食店を探す3人乗り自転車の旅～長野県・天龍村～ | タカアンドトシ 佐藤藍子 | 3時間SP（19:00 - 21:48）    |
| 85  | 05月11日 | 秘境路線バスに乗って飲食店を見つけるバスサンド 名作SP | サンドウィッチマン いとうあさこ 中丸雄一（KAT-TUN） 二階堂ふみ                                                                      | 40分拡大（19:00 - 20:40）   |
| 86  | 05月25日 | 秘境路線バスに乗って飲食店を見つけるバスサンド 名作SP | サンドウィッチマン いとうあさこ かしゆか（Perfume） 成田凌                                                                          | 3時間SP（19:00 - 21:48）    |
| 86  | 05月25日 | 帰れま10!初のリモートSP!大人気牛丼店でベスト10全部当てる! | タカアンドトシ EXIT ミルクボーイ 秋山竜次（ロバート） 池田美優                                                                      | 3時間SP（19:00 - 21:48）    |
| 87  | 06月08日 | 秘境路線バスに乗って飲食店を見つけるバスサンド 名作SP | サンドウィッチマン 千葉雄大 佐藤栞里 フワちゃん                                                                                     | 3時間SP（19:00 - 21:48）    |
| 87  | 06月08日 | 店舗数No.1ファミリーレストランで帰れま10!! | タカアンドトシ 藤ヶ谷太輔（Kis-My-Ft2） 玉森裕太（Kis-My-Ft2） 千賀健永（Kis-My-Ft2） U字工事 池田美優（みちょぱ） はらぺこツインズ | 3時間SP（19:00 - 21:48）    |
| 88  | 06月15日 | サンドウィッチマンにどうしても見て欲しい…!タカアンドトシおすすめの旅! 世界遺産・日光の山間を行く絶景秘境ルート!華厳の滝と奥日光の秘湯“温泉寺”を目指す旅 タカトシ&サンドの旅の裏側解説付き!             | タカアンドトシ 岡田准一 松山ケンイチ 飯豊まりえ                                                                                     | 30分拡大（19:00 - 20:30）   |
| 89  | 06月22日 | タカアンドトシがサンドウィッチマンに絶対見て欲しいオススメ旅! 海なし県・埼玉の秘境駅でお寿司屋さんを探す旅! 高橋克典&水野美紀が激走&ラストに待ち受ける奇跡とは…!? タカトシ&サンドの爆笑ウラ側解説付き! | タカアンドトシ 高橋克典 水野美紀 深澤辰哉（Snow Man） 池田美優                                                                      | 30分拡大（19:00 - 20:30）   |
| 90  | 06月29日 | 秘境路線バスに乗って飲食店を見つけるバスサンド 名作SP | サンドウィッチマン 五郎丸歩 友近 二階堂高嗣（Kis-My-Ft2）                                                                           | 3時間SP（19:00 - 21:48）    |
| 90  | 06月29日 | 幻の新作…木村拓哉参戦の帰れま10をいよいよ放送!大人気うどん店で帰れま10 | タカアンドトシ 木村拓哉 斎藤工 菜々緒 間宮祥太朗 四千頭身 ミキ                                                                      | 3時間SP（19:00 - 21:48）    |
| 91  | 07月06日 | 秘境路線バスに乗って飲食店を見つけるバスサンド 名作SP | サンドウィッチマン 羽田美智子 友近 大谷亮平                                                                                         | 30分拡大（19:00 - 20:30）   |
| 92  | 07月13日 | 海なし県・群馬でお寿司屋さんを探す旅 完全版! 吉岡里帆が!賀来千香子が!必死の大激走SP | タカアンドトシ 賀来千香子 吉岡里帆 古市憲寿                                                                                         | 30分拡大（19:00 - 20:30）   |
| 93  | 07月27日 | 秘境路線バスに乗って飲食店を見つけるバスサンド 名作SP | サンドウィッチマン 大谷亮平 渡辺直美                                                                                                | 105分SP（18:45 - 20:30）    |
| 94  | 08月03日 | タカアンドトシがサンドウィッチマンにどうしても見て欲しい! 海なし県・栃木でお寿司屋さん探しの旅 完全版! 東山紀之さんがハイテンションで大奮闘SP!                                                         | タカアンドトシ 東山紀之 塚本高史 横澤夏子                                                                                           | 30分拡大（19:00 - 20:30）   |
| 95  | 08月10日 | 秘境路線バスに乗って飲食店を見つけるバスサンド 番組史上最も過酷だった“天城越え“で爆笑珍道中SP | サンドウィッチマン 長嶋一茂 村上佳菜子                                                                                              | 30分拡大（19:00 - 20:30）   |
| 96  | 08月17日 | 反町隆史が激走! 前代未聞の大ハプニングが起きた伝説の京都飲食店探しの旅! | タカアンドトシ 反町隆史 山西惇 はいだしょうこ                                                                                       | 30分拡大（19:00 - 20:30）   |
| 97  | 08月24日 | タカアンドトシ&サンドウィッチマン 真夏の東京で協力し合ってグルメ珍自販機のNo.1メニューを当てろ! | タカアンドトシ サンドウィッチマン                                                                                                   | 30分拡大（19:00 - 20:30）。 |
| 98  | 09月07日 | 秘境路線バスに乗って飲食店を見つけるバスサンド 埼玉県唯一の村で絶品秘境グルメを探す旅 | サンドウィッチマン 中井貴一 梶原善 ガンバレルーヤ                                                                                   | 30分拡大（19:00 - 20:30）   |
| 99  | 09月14日 | 中居正広が登場した超問題作!? サンドウィッチマンに是非見て欲しい! タカアンドトシが中居正広に振り回されたドタバタ爆笑旅2本立て!                                                                          | タカアンドトシ 中居正広 劇団ひとり 藤ヶ谷大輔（Kis-My-Ft2）                                                                         | 30分拡大（19:00 - 20:30）   |
| 100 | 09月28日 | 超貴重!女優・風吹ジュンが全力ロケ! サンドウィッチマンに是非見て欲しい! 新潟・越後湯沢で寿司探しの過酷旅で風吹ジュンが見せた意外な素顔とは?                                                             | タカアンドトシ 風吹ジュン いとうあさこ 村上佳菜子 二階堂高嗣（Kis-My-Ft2）                                                          | 30分拡大（19:00 - 20:30）   |
| 101 | 10月05日 | 東京同ポジ散歩 | タカアンドトシ フワちゃん | 3時間SP （18:45 - 21:48）   |
| 101 | 10月05日 | 秘境路線バスに乗って飲食店を見つけるバスサンド 海の秘境・神奈川三浦半島でグルメを探す旅 | サンドウィッチマン 大森南朋 礼二（中川家） 滝沢カレン                                                                               | 3時間SP （18:45 - 21:48）   |
| 101 | 10月05日 | 唐沢寿明が帰れま10に初参戦!大人気回転すしチェーン店で帰れま10 | タカアンドトシ 唐沢寿明 栗山千明 池内博之 山崎弘也（アンタッチャブル） 岡部大（ハナコ）                                             | 3時間SP （18:45 - 21:48）   |
| 102 | 10月12日 | 東京同ポジ散歩 | タカアンドトシ 生見愛瑠（めるる）                                                                                                   | 30分拡大（18:45 - 20:30）   |
| 102 | 10月12日 | 海なし秘境でお寿司屋さんを探す旅!栃木・日光編! 超天然リーダーが事件を巻き起こす伝説回! | タカアンドトシ 賀来千香子 岸優太（King & Prince） 山崎弘也（アンタッチャブル）                                                      | 30分拡大（18:45 - 20:30）   |
| 103 | 10月26日 | 半年ぶりのロケ再開!! バスサンド新作は“グルメ秘境”箱根で隠れた名店を探す旅!! | サンドウィッチマン 菜々緒 飯尾和樹（ずん）                                                                                          | 30分拡大（18:45 - 20:30）   |
| 104 | 11月02日 | M-1チャンピオンがそろい踏み!!紅葉の名所ランキング 1位の栃木県・那須高原で秘境バスに乗って飲食店を探す旅―バスサンド―                                                                                    | サンドウィッチマン 中川家 剛・礼二 八乙女光（Hey! Say! JUMP）                                                                       | 3時間SP （18:45 - 21:48）   |
| 104 | 11月02日 | 新企画「埼玉へゴー!」ローカルチェーン店の売上1位を当てろ! | タカアンドトシ 山崎弘也（アンタッチャブル） 春日俊彰（オードリー） 生見愛瑠（めるる）                                               | 3時間SP （18:45 - 21:48）   |
| 105 | 11月09日 | 半年ぶり… タカアンドトシの寿司屋探しの旅が再始動SP! Go Toでも話題の秋の奥多摩で藤原紀香と寿司探し! | タカアンドトシ 藤原紀香 工藤阿須加 朝日奈央                                                                                         | 30分拡大（18:45 - 20:30）   |
| 106 | 11月16日 | 今まさに紅葉の見ごろ! 秋の箱根で、秘境グルメ盛りだくさんの寿司探し旅! | タカアンドトシ 賀来千香子 仲野太賀 山崎弘也（アンタッチャブル）                                                                     | 30分拡大（18:45 - 20:30）   |
| 107 | 11月23日 | M-1王者&THE W王者集結!紅葉真っ盛りの人気温泉地 群馬県伊香保で秘境路線バスに乗って飲食店を探す旅―バスサンド―                                                                                            | サンドウィッチマン 阿佐ヶ谷姉妹 重岡大毅（ジャニーズWEST）                                                                          | 3時間SP （18:45 - 21:48）   |
| 107 | 11月23日 | 人気ハンバーガーチェーン店で帰れま10 | タカアンドトシ 市川猿之助 中村隼人 小杉竜一（ブラックマヨネーズ） 3時のヒロイン                                                     | 3時間SP （18:45 - 21:48）   |
| 108 | 11月30日 | 2020年の紅葉を堪能! 秋の日光で名店づくしの寿司探し旅! | タカアンドトシ 南野陽子 大島優子 河合郁人（A.B.C-Z）                                                                                | 30分拡大（18:45 - 20:30）   |
| 109 | 12月07日 | サンド&和牛が初タッグで爆笑珍道中! 草津温泉で番組史上初のハプニング勃発!? 秘境路線バスに乗って飲食店を探す旅―バスサンド―                                                                               | サンドウィッチマン 和牛 伊野尾慧（Hey! Say! JUMP）                                                                                  | 30分拡大（18:45 - 20:30）   |
| 110 | 12月21日 | 今年の顔!香川照之が帰れマンデー初参戦SP! | タカアンドトシ 香川照之 井上裕介（NON STYLE） 秋元真夏（乃木坂46）                                                                  | 35分拡大（18:45 - 20:35）   |

##### 2021年
| 回  | 放送日時 | 内容 | ロケメンバー | 備考                                                                                                 |
| --- | -------- | --- | --- | --- |
| 111 | 01月04日 | 実力派芸人大集合!人気中華ファミレスで帰れま10!                                                                                          | タカアンドトシ サンドウィッチマン アンタッチャブル 児嶋一哉（アンジャッシュ） 菅井友香（櫻坂46）                | 3時間SP （18:45 - 21:48）                                                                            |
| 111 | 01月04日 | 渡部篤郎&芳根京子と開運スポット・大山阿夫利神社へ! 秘境路線バスに乗って飲食店を探す旅―バスサンド―                                       | サンドウィッチマン 渡部篤郎 芳根京子                                                                            | 3時間SP （18:45 - 21:48）                                                                            |
| 112 | 01月18日 | 高畑充希が帰れマンデー初参戦SP! | タカアンドトシ 高畑充希 西田尚美 柳沢慎吾                                                                       | 30分拡大（18:45 - 20:30）                                                                            |
| 113 | 01月25日 | 二階堂ふみが食べまくる!伊集院光&サンドのおデブトリオ悪戦苦闘! 秘境路線バスに乗って飲食店を見つけるバスサンド                            | サンドウィッチマン 伊集院光 二階堂ふみ 二階堂高嗣（Kis-My-Ft2）                                                 | 30分拡大（18:45 - 20:30）                                                                            |
| 114 | 02月01日 | サンド憧れの女優・鶴田真由&石原良純&KAT-TUN中丸 極寒の奥日光で秘境バスに乗って飲食店を探す旅・完全版                                    | サンドウィッチマン 石原良純 鶴田真由 中丸雄一（KAT-TUN）                                                        | 30分拡大（18:45 - 20:30）                                                                            |
| 115 | 02月08日 | 海なし秘境でお寿司屋さんを探す旅!山形・蔵王 編・完全版                                                                                  | タカアンドトシ 未唯mie 高橋尚子 工藤阿須加                                                                      | 30分拡大（18:45 - 20:30）                                                                            |
| 116 | 03月01日 | サンド&石塚&柳原の“ぽっちゃり4兄妹”と間宮祥太朗が 箱根駅伝の舞台で秘境バスに乗って飲食店を探す旅・完全版                                | サンドウィッチマン 石塚英彦 柳原可奈子 間宮祥太朗                                                               | 30分拡大（18:45 - 20:30）                                                                            |
| 117 | 03月08日 | “ぽっちゃり4兄妹”再び!サンド&石塚&直美と魔裟斗が 千と千尋の神隠しのモデルになった旅館目指す秘境バス旅・完全版                           | サンドウィッチマン 石塚英彦 魔裟斗 渡辺直美                                                                     | 30分拡大（18:45 - 20:30）                                                                            |
| 118 | 03月15日 | 海なし秘境でお寿司屋さんを探す旅!明智光秀編 完全版                                                                                      | タカアンドトシ 小田井涼平（純烈） 山崎弘也（アンタッチャブル） 草薙航基（宮下草薙） 神宮寺勇太（King & Prince） | 30分拡大（18:45 - 20:30）                                                                            |
| 119 | 04月05日 | 注目の女優・上白石萌音&3時のヒロインと秘境路線バスの旅・完全版                                                                          | サンドウィッチマン 上白石萌音 3時のヒロイン                                                                     | 3時間SP （18:45 - 21:48）                                                                            |
| 119 | 04月05日 | 人気声優が大集合! 日本一回転寿司チェーン店で帰れま10!                                                                                   | タカアンドトシ 関智一 石川由依 武内駿輔 和牛 ケンドーコバヤシ                                                   | 3時間SP （18:45 - 21:48）                                                                            |
| 120 | 04月19日 | 新撮再開!玉木宏&和牛と“桜と雲海の絶景”目指す秘境バスサンド                                                                              | サンドウィッチマン 玉木宏 和牛                                                                                  | 3時間SP （18:45 - 21:48）                                                                            |
| 120 | 04月19日 | 栃木めし旅!ローカルチェーン店で1位メニューを1発で当てろ!                                                                                | タカアンドトシ 阿佐ヶ谷姉妹 那須雄登（美 少年）                                                                 | 3時間SP （18:45 - 21:48）                                                                            |
| 121 | 04月26日 | 松坂桃李が帰れマンデー初参戦SP! 新企画!「桜の絶景秘境で焼肉屋さんを探す旅」で 激ウマ焼肉を食べまくりSP!!                                | タカアンドトシ 松坂桃李 柴田英嗣（アンタッチャブル） かなで（3時のヒロイン）                                    | 30分拡大（18:45 - 20:30）                                                                            |
| 122 | 05月03日 | 海なし秘境でお寿司屋さんを探す旅!菜々緒VS柳沢慎吾!伝説の爆笑珍道中                                                                      | タカアンドトシ 菜々緒 工藤阿須加 柳沢慎吾                                                                       | 45分拡大（18:45 - 20:45）                                                                            |
| 123 | 05月10日 | 倖田來未が初参戦!キンプリ神宮寺&ずん飯尾と東京の秘境で飲食店を探す旅                                                                    | サンドウィッチマン 倖田來未 神宮寺勇太（King & Prince） 飯尾和樹（ずん）                                        | 30分拡大（18:45 - 20:30）                                                                            |
| 124 | 05月17日 | サンド&ナイツが初タッグ!GENERATIONS白濱亜嵐も加わって 東京激うまグルメ自販機No.1メニューを当てろ!                                       | サンドウィッチマン 白濱亜嵐（GENERATIONS / EXILE） ナイツ                                                       | 30分拡大（18:45 - 20:30）                                                                            |
| 125 | 05月24日 | 完全新作旅!海なし秘境でお寿司屋さん探し! EXILEからTAKAHIRO初参戦!栃木激レア寿司に大絶叫SP                                               | タカアンドトシ TAKAHIRO（EXILE） 石塚英彦 ゆん（ヴァンゆん）                                                    | 30分拡大（18:45 - 20:30）                                                                            |
| 126 | 05月31日 | サンドと女優・名取裕子&ぼる塾が激うま!グルメ自販機の 売り上げNo.1メニューを5つ当てるまで帰れない過酷旅!                                 | サンドウィッチマン 名取裕子 ぼる塾                                                                              | 30分拡大（18:45 - 20:30）                                                                            |
| 127 | 06月07日 | TOKIO松岡昌宏が秘境・秩父を決死の大爆走! サンドも大爆笑!飲食店探しの旅SP完全版!                                                         | タカアンドトシ 松岡昌宏（TOKIO） 木南晴夏 中岡創一（ロッチ）                                                    | 30分拡大（18:45 - 20:30）                                                                            |
| 128 | 06月14日 | 菜々緒がサンド&ずん飯尾に“おじキュン”!? “グルメ秘境”箱根で隠れた名店を探す旅・完全版!!                                                  | サンドウィッチマン 菜々緒 飯尾和樹（ずん）                                                                      | 3時間SP （18:45 - 21:48）                                                                            |
| 128 | 06月14日 | ローカル絶品料理が続々!「神奈川めし旅」 ローカルチェーン店で1位メニューを1発で当てろ!                                                   | タカアンドトシ アンタッチャブル 井浦新 三浦翔平 井上瑞稀（HiHi Jets）                                           | 3時間SP （18:45 - 21:48）                                                                            |
| 129 | 06月21日 | 伊達あこがれの女優・賀来千香子&JUMP八乙女&ティモンディ 海に浮かぶ日本最強グルメ自販機群で売り上げNo.1メニューを1発で当てろ!             | サンドウィッチマン 賀来千香子 八乙女光（Hey! Say! JUMP） ティモンディ                                           | 37分拡大（18:45 - 20:37）                                                                            |
| 130 | 06月28日 | 東山紀之がグルメ自販機の売上No.1メニューを1発で 5つ当てるまで永遠に終わらない過酷旅に挑戦!                                              | サンドウィッチマン 東山紀之 高橋みなみ 飯尾和樹（ずん）                                                         | 53分拡大（18:45 - 20:53）                                                                            |
| 131 | 07月05日 | 天海祐希VS帰れま10! 2年ぶり…奇跡のパーフェクト出る!? 大人気ドーナツ店で人気メニュー当てるまで帰れない!                                  | タカアンドトシ 天海祐希 小日向文世 工藤阿須加 中川家                                                            | 3時間SP （18:45 - 21:48） 【バスサンド・スタジオ解説ゲスト】 山崎弘也（アンタッチャブル） 柳原可奈子 |
| 131 | 07月05日 | 間宮祥太朗&草刈民代&ロッチ中岡と東北で秘境バスサンド ザキヤマ&柳原可奈子の爆笑裏側解説付きの完全版                                      | サンドウィッチマン 間宮祥太朗 草刈民代 中岡創一（ロッチ）                                                       | 3時間SP （18:45 - 21:48） 【バスサンド・スタジオ解説ゲスト】 山崎弘也（アンタッチャブル） 柳原可奈子 |
| 132 | 07月19日 | 五郎丸歩&おいでやすこがと海の秘境で飲食店を探すバスサンド                                                                               | サンドウィッチマン 五郎丸歩 おいでやすこが                                                                      | 30分拡大（18:45 - 20:30）                                                                            |
| 133 | 08月09日 | 大の仲良し・中川家と強力タッグもSixTONES田中&髙橋ひかると ジェネレーションギャップな秘境バスサンド!                                     | サンドウィッチマン 中川家 田中樹（SixTONES） 髙橋ひかる                                                         | 40分拡大（18:45 - 20:40）                                                                            |
| 134 | 08月16日 | 夏の完全新作旅!海なし秘境でお寿司屋さん探し! 俳優・高橋克典&阿佐ヶ谷姉妹&めるるが 秘境激ウマ寿司に大感動SP                              | タカアンドトシ 高橋克典 阿佐ヶ谷姉妹 生見愛瑠（めるる）                                                         | 30分拡大（18:45 - 20:30）                                                                            |
| 135 | 08月23日 | 間宮祥太朗が三たび参戦!ぺこぱも初参戦で 房総半島最南端の秘境で飲食店を探す旅!                                                           | サンドウィッチマン 間宮祥太朗 ぺこぱ                                                                            | 3時間SP （18:45 - 21:48）                                                                            |
| 135 | 08月23日 | 沢口靖子率いる「科捜研の女」チームが帰れま10に挑戦! 大人気焼き肉チェーン店で人気メニュー当てるまで帰れない!                             | タカアンドトシ 沢口靖子 内藤剛志 柴田英嗣（アンタッチャブル） 生見愛瑠（めるる） 長谷川雅紀（錦鯉） もう中学生  | 3時間SP （18:45 - 21:48）                                                                            |
| 136 | 08月30日 | 天然女優・羽田美智子と尾上右近&宮近海斗で天然三銃士結成!? サンドも大困惑の秘境バスサンド!!                                              | サンドウィッチマン 羽田美智子 尾上右近 宮近海斗（Travis Japan）                                                 | 40分拡大（18:45 - 20:40）                                                                            |
| 137 | 09月13日 | 激うまグルメ自販機を巡る旅! 築地の海鮮&月島もんじゃ&本格韓国料理… これが本当に自販機?絶品グルメ自販機へゴー!                            | タカアンドトシ 船越英一郎 石塚英彦 河合郁人（A.B.C-Z）                                                          | 30分拡大（18:45 - 20:30）                                                                            |
| 138 | 09月20日 | 帰れま10!世界一ハンバーガーチェーンVSムロツヨシ! 阿佐ヶ谷姉妹も涙?奇跡のパーフェクトなるか!?                                            | タカアンドトシ ムロツヨシ 小杉竜一（ブラックマヨネーズ） 長谷川忍（シゾンヌ） 阿佐ヶ谷姉妹                      | 3時間SP （18:45 - 21:48）                                                                            |
| 138 | 09月20日 | V6三宅健&阿佐ヶ谷姉妹!全員40代! 千葉県南房総市で大人の爆笑バスサンド                                                                    | サンドウィッチマン 三宅健（V6） 阿佐ヶ谷姉妹                                                                    | 3時間SP （18:45 - 21:48）                                                                            |
| 139 | 09月27日 | 秋の新作旅!千葉・房総半島の秘境で 激レア絶品すし続々発見!大爆笑すし歩き旅!                                                              | タカアンドトシ 賀来千香子 西垣匠 山崎弘也（アンタッチャブル） かなで（3時のヒロイン）                           | 30分拡大（18:45 - 20:30）                                                                            |
| 140 | 10月11日 | 松岡修造 三たび参戦!埼玉県・飯能で 藤田ニコル&SixTONES髙地とポジティブ爆笑旅!                                                           | サンドウィッチマン 松岡修造 藤田ニコル 髙地優吾（SixTONES）                                                     | 45分拡大（19:00 - 20:45）                                                                            |
| 141 | 10月18日 | サンド&石ちゃん&ガンバレルーヤ&白濱亜嵐が 神奈川県・丹沢山麓で大波乱の爆笑バスサンド!                                                   | サンドウィッチマン 石塚英彦 白濱亜嵐（EXILE / GENERATIONS） ガンバレルーヤ                                      | 3時間SP （19:00 - 21:48）                                                                            |
| 141 | 10月18日 | 相葉雅紀VS大人気牛丼チェーン店! 佐々木蔵之介&キングオブコント王者・空気階段と 最新牛丼ランキング当てるまで帰れない!                     | タカアンドトシ 相葉雅紀 佐々木蔵之介 段田安則 山崎弘也（アンタッチャブル） 空気階段                             | 3時間SP （19:00 - 21:48）                                                                            |
| 142 | 10月25日 | 県民大熱狂!「茨城めし旅」! ローカルチェーン店で1位メニューを1発で当てろ!                                                                | タカアンドトシ ウルフ・アロン 中山秀征 まなぶ（カミナリ） 髙橋優斗（HiHi Jets・ジャニーズJr.）                  | 30分拡大（19:00 - 20:30）                                                                            |
| 143 | 11月01日 | 高岡早紀にマヂカルラブリー&おいでやすこがのM-1戦士と 埼玉県・嵐山渓谷を目指す秘境バスサンド                                             | サンドウィッチマン 高岡早紀 マヂカルラブリー おいでやすこが                                                     | 35分拡大（19:00 - 20:35）                                                                            |
| 144 | 11月08日 | 秋の新作旅!海なし秘境でお寿司屋さん探し! 蛍原徹&阿佐ヶ谷姉妹の元気すぎる「おかっぱ3兄妹」が 栃木・南那須で絶品寿司を食べまくりの爆笑旅! | タカアンドトシ 蛍原徹 阿佐ヶ谷姉妹 桐山照史（ジャニーズWEST）                                                   | 30分拡大（19:00 - 20:30）                                                                            |
| 145 | 11月15日 | サンド&ティモンディにJUMP八乙女&SixTONES田中の 先輩後輩コンビが埼玉県秩父で絶景紅葉を目指すバスサンド!                                  | サンドウィッチマン ティモンディ 八乙女光（Hey! Say! JUMP） 田中樹（SixTONES）                                   | 30分拡大（19:00 - 20:30）                                                                            |
| 146 | 11月22日 | 未唯mie&キスマイ北山&7 MEN 侍 菅田&めるる サンドとアイドル達が千葉・養老渓谷で秘境バスサンド                                            | サンドウィッチマン 未唯mie 北山宏光（Kis-My-Ft2） 菅田琳寧（7 MEN 侍） 生見愛瑠                                 | 3時間SP （19:00 - 21:48）                                                                            |
| 146 | 11月22日 | 県民が大熱狂!地元で強烈に支持される激ウマ店を巡る 「群馬で帰れま10の旅」! ローカルチェーン店で1位メニューを1発で当てろ!                 | タカアンドトシ 大迫傑 中山秀征 すゑひろがりず 髙橋優斗（HiHi Jets・ジャニーズJr.）                              | 3時間SP （19:00 - 21:48）                                                                            |
| 147 | 11月29日 | サンド&荒川静香&風間俊介&シソンヌが紅葉絶景の筑波山を 目指して爆笑珍道中を繰り広げる秘境バスサンド                                      | サンドウィッチマン 荒川静香 風間俊介 シソンヌ                                                                   | 35分拡大（19:00 - 20:35）                                                                            |
| 148 | 12月06日 | この冬行きたい… 絶景スポット満載エリアの埼玉・秩父で 要潤&超天然コンビが大爆笑すし探し珍道中!                                           | タカアンドトシ 要潤 石塚英彦 王林 岩﨑大昇（美 少年）                                                           | 30分拡大（19:00 - 20:30）                                                                            |
| 149 | 12月13日 | 内田有紀が過酷ロケに人生初挑戦!ぺこぱも加わって爆笑珍道中!600万球の絶景イルミネーションを目指す秘境バスサンド                           | サンドウィッチマン 内田有紀 ぺこぱ                                                                              | 35分拡大（19:00 - 20:35）                                                                            |

##### 2022年
| 回  | 放送日時 | 内容 | ロケメンバー | 備考                                    |
| --- | -------- | --- | --- | --------------------------------------- |
| 150 | 01月10日 | 松本潤&上戸彩が帰れま10に挑戦！ 大人気回転すしチェーン店で最新ランキングTOP10を当てろ! 松潤が大興奮!奇跡のパーフェクトはなるか!?                  | タカアンドトシ 松本潤 上戸彩 勝地涼 柴田英嗣（アンタッチャブル） 蛙亭                                                                     | 3時間SP （19:00 - 21:54）               |
| 150 | 01月10日 | サンド&アンタッチャブル M-1ダブル王者がっつりタッグ! 林遣都が初参戦!髙橋ひかるも加わって日光で初笑い旅!                                           | サンドウィッチマン アンタッチャブル 林遣都 髙橋ひかる                                                                                     | 3時間SP （19:00 - 21:54）               |
| 151 | 01月17日 | サッカー大久保・柔道ウルフ・King & Prince神宮寺が参戦!体育会系トリオと行く日光の秘境で焼肉店を探す肉歩き                                          | タカアンドトシ 大久保嘉人 ウルフ・アロン 神宮寺勇太（King & Prince）                                                                      | 30分拡大（19:00 - 20:30）               |
| 152 | 01月24日 | サンド&キスマイ千賀&SixTONES髙地&ティモンディ 山梨県・富士五湖で男6人のポジティブ爆笑旅!                                                          | サンドウィッチマン 千賀健永（Kis-My-Ft2） 髙地優吾（SixTONES） ティモンディ                                                               | 30分拡大（19:00 - 20:30）               |
| 153 | 01月31日 | サッカー内田篤人・浜口京子・Sexy Zone佐藤勝利&松島聡が参戦!熱海・伊豆の秘境で焼肉店を探す肉歩き                                                   | タカアンドトシ 内田篤人 浜口京子 佐藤勝利（Sexy Zone） 松島聡（Sexy Zone）                                                                | 30分拡大（19:00 - 20:30）               |
| 154 | 02月07日 | ウエンツ瑛士&おいでやすこが&Travis Japan松田元太 日本三名瀑のひとつ“袋田の滝”を目指す男秘境バスサンド                                             | サンドウィッチマン ウエンツ瑛士 おいでやすこが 松田元太（Travis Japan / ジャニーズJr.）                                                   | 30分拡大（19:00 - 20:30）               |
| 155 | 02月21日 | 大好評企画 ローカルチェーン店の売り上げ1位メニュー 5軒当てるまで帰れない 埼玉めし旅                                                               | トシ（タカアンドトシ） くっきー!（野性爆弾） アンタッチャブル山崎 中澤佑二 益若つばさ 工藤阿須加 松田元太（Travis Japan / ジャニーズJr.） | 30分拡大（19:00 - 20:30）               |
| 156 | 02月28日 | 元メジャーリーガー上原&SixTONES田中&3時のヒロインと 伊豆半島の最南端で飲食店を探す秘境バスサンド!                                                 | サンドウィッチマン 上原浩治 田中樹（SixTONES） 3時のヒロイン                                                                              | 30分拡大（19:00 - 20:30）               |
| 157 | 03月07日 | デビュー35周年!藤あや子&和牛・水田&Travis Japan宮近海斗と 約8000本!河津桜の絶景ルートで飲食店を探すバスサンド!                                    | サンドウィッチマン 藤あや子 水田信二（和牛） 宮近海斗（Travis Japan / ジャニーズJr.）                                                     | 30分拡大（19:00 - 20:30）               |
| 158 | 03月14日 | オアシズ大久保・阿佐ヶ谷姉妹・美 少年の岩﨑大昇が参戦! 房総半島の秘境で焼肉店を探す肉歩き                                                         | タカアンドトシ 大久保佳代子（オアシズ） 阿佐ヶ谷姉妹 岩﨑大昇（美 少年）                                                                  | 30分拡大（19:00 - 20:30）               |
| 159 | 04月04日 | デビュー50周年!郷ひろみが人生初の過酷ロケにレッツ・ゴー!小芝風花&オズワルドと菜の花列車沿いで飲食店を探すバスサンド!                              | サンドウィッチマン 郷ひろみ 小芝風花 オズワルド                                                                                           | 3時間SP （19:00 - 21:48）               |
| 159 | 04月04日 | 井ノ原快彦・中越典子・King & Prince岸優太が参戦!激うまグルメ自販機を巡る旅                                                                        | タカアンドトシ 井ノ原快彦 中越典子 岸優太（King & Prince）                                                                                | 3時間SP （19:00 - 21:48）               |
| 160 | 04月11日 | 木村拓哉・安田顕・満島ひかりが参戦!高級回転すしで帰れま10                                                                                         | タカアンドトシ 木村拓哉 安田顕 満島ひかり 児嶋一哉（アンジャッシュ） 小杉竜一（ブラックマヨネーズ）                                       | 3時間SP （19:00 - 21:48）               |
| 160 | 04月11日 | Hey! Say! JUMP山田涼介&芳根京子&ガンバレルーヤ 世界遺産・吉野山で男3人女3人おとなの爆笑遠足旅!                                                    | サンドウィッチマン 山田涼介（Hey! Say! JUMP） 芳根京子 ガンバレルーヤ                                                                     | 3時間SP （19:00 - 21:48）               |
| 161 | 04月18日 | 松下奈緒にサンド&オードリー春日&おいでやすこがはハマるのか?日本三大桜のひとつ “山高神代桜”神秘の絶景を目指すバスサンド!                           | サンドウィッチマン 松下奈緒 春日俊彰（オードリー） おいでやすこが                                                                         | 30分拡大（19:00 - 20:30）               |
| 162 | 04月25日 | ゴールデンウィーク目前!秩父の絶景花見ルートで焼肉屋さんを探す旅・肉歩き                                                                           | タカアンドトシ 伍代夏子 ランジャタイ 浮所飛貴（美 少年/ジャニーズJr.）                                                                    | 30分拡大（19:00 - 20:30）               |
| 163 | 05月09日 | 初夏の絶景が満載!箱根の秘境で焼肉屋さんを探す旅・肉歩き                                                                                           | タカアンドトシ 酒井美紀 山崎弘也（アンタッチャブル） 草薙航基（宮下草薙） 井上咲楽 長尾謙杜（なにわ男子）                                 | 30分拡大（19:00 - 20:30）               |
| 164 | 05月16日 | サンド&アンタッチャブルが強力タッグ!満島真之介&王林 谷川岳の摩訶不思議!残雪に映える光のアートを目指す!                                            | サンドウィッチマン アンタッチャブル 満島真之介 王林                                                                                       | 30分拡大（19:00 - 20:30）               |
| 165 | 05月23日 | 五輪メダリスト髙橋大輔・水谷隼・髙木菜那が集結!最強アスリートチームと秘境の焼肉屋さんを探す旅・肉歩き                                             | タカアンドトシ 髙橋大輔 水谷隼 髙木菜那 貴島明日香                                                                                        | 30分拡大（19:00 - 20:30）               |
| 166 | 05月30日 | サンドと大の仲良しナイツ&町田啓太&久代萌美がバスサンド初参戦!神秘の開運スポット・天狗寺 “天空の階段”目指し爆笑珍道中!                             | サンドウィッチマン ナイツ 町田啓太 久代萌美                                                                                               | 30分拡大（19:00 - 20:30）               |
| 167 | 06月13日 | タカトシ&錦鯉の北海道SP!レジェンド原田雅彦も参戦 北海道の秘境で焼肉屋さんを探す旅・肉歩き                                                         | タカアンドトシ 原田雅彦 錦鯉 早見あかり 髙地優吾（SixTONES）                                                                              | 30分拡大（19:00 - 20:30）               |
| 168 | 06月20日 | 金メダリスト萩野公介 &髙橋ひかる&ぼる塾と 栃木・那須高原で食欲全開!爆笑秘境グルメ旅!!                                                             | サンドウィッチマン 萩野公介 髙橋ひかる ぼる塾                                                                                             | 30分拡大（19:00 - 20:30）               |
| 169 | 06月27日 | デビュー55周年!和田アキ子が人生初の過酷ロケに参戦!! サンドと仲良し・中川家&キンプリ神宮寺と行く爆笑旅!                                            | サンドウィッチマン 和田アキ子 中川家 神宮寺勇太（King & Prince）                                                                          | 30分拡大（19:00 - 20:30）               |
| 170 | 07月11日 | 東山紀之&キスマイ北山宏光&マヂカルラブリー参戦! 黄金のフクロウ神社を目指す旅は 番組史上1,2位を争う過酷旅に…                                       | サンドウィッチマン 東山紀之 北山宏光（Kis-My-Ft2） マヂカルラブリー                                                                       | 30分拡大（19:00 - 20:30）               |
| 171 | 07月18日 | キスマイ玉森&初登場!中村アン&ハリセンボンが 夏本番!絶景“東洋のナイアガラ”を目指し飲食店を探すバスサンド!                                          | サンドウィッチマン 玉森裕太（Kis-My-Ft2） 中村アン ハリセンボン                                                                           | 3時間SP （19:00 - 21:48）               |
| 171 | 07月18日 | いま食べるべきラーメンはこれだ! 話題のラーメン激戦区で大行列ラーメン店を巡る旅                                                                    | タカアンドトシ 中村獅童 山崎弘也（アンタッチャブル） 貴島明日香 鈴鹿央士                                                                  | 3時間SP （19:00 - 21:48）               |
| 172 | 07月25日 | ピンク・レディー未唯mie&なにわ男子道枝が参戦! 海なし県の秘境でお寿司屋さんを探す旅・すし歩き                                                      | タカアンドトシ 未唯mie インディアンス 道枝駿佑（なにわ男子）                                                                              | 30分拡大（19:00 - 20:30）               |
| 173 | 08月08日 | 初登場!TRF・SAM & おいでやすこが 夏休みに行ける! 絶景“白糸の滝ライトアップ”を目指し 飲食店を探すバスサンド!                                       | サンドウィッチマン SAM（TRF） おいでやすこが                                                                                              | 30分拡大（19:00 - 20:30）               |
| 174 | 08月22日 | 那須川天心ひきいる焼肉大好き体育会系軍団が、石川県の秘境で3大希少ブランド肉を探す旅                                                               | タカアンドトシ 那須川天心 尾形貴弘（パンサー） 高岸宏行（ティモンディ） 髙地優吾（SixTONES） 井桁弘恵                                     | 30分拡大（19:00 - 20:30）               |
| 175 | 08月29日 | King & Prince平野紫耀 3年ぶり秘境バスサンド参戦! アンタッチャブル参戦で夏の北海道で男5人爆笑珍道中!                                               | サンドウィッチマン アンタッチャブル 平野紫耀（King & Prince）                                                                             | 40分拡大（19:00 - 20:40）               |
| 176 | 09月05日 | 小泉孝太郎&今田耕司が参戦!京都の激うま町中華の人気1位メニューを当てる旅!                                                                          | タカアンドトシ 今田耕司 小泉孝太郎 おいでやす小田 小瀧望（ジャニーズWEST）                                                                | 30分拡大（19:00 - 20:30）               |
| 177 | 09月12日 | 岡田准一&MIYAVIが初参戦!ガンバレルーヤと 日本百名山「妙高山」を目指し 飲食店を探すバスサンド!                                                     | サンドウィッチマン 岡田准一 MIYAVI ガンバレルーヤ                                                                                         | 30分拡大（19:00 - 20:30）               |
| 178 | 09月19日 | 玉木宏&和牛・水田&王林と福島県・猪苗代湖を舞台に “20万本のひまわり絶景”を目指し飲食店を探すバスサンド!                                            | サンドウィッチマン 玉木宏 水田信二（和牛） 王林                                                                                           | 3時間SP （19:00 - 21:48）               |
| 178 | 09月19日 | 大好評企画!ローカルチェーン店の人気1位メニュー5軒 当てるまで帰れない「群馬めし旅 第2弾」                                                          | タカアンドトシ 中山秀征 速水もこみち 宮下草薙 影山拓也（IMPACTors / ジャニーズJr.）                                                       | 3時間SP （19:00 - 21:48）               |
| 179 | 10月10日 | 今回は よる6時45分から!（一部地域を除く） ドラマ「相棒」と「秘境バスサンド」が夢コラボ!寺脇康文が初参戦!ぼる塾も加わって日光・鬼怒川で爆笑珍道中! | サンドウィッチマン 寺脇康文 ぼる塾 | 15分繰り上げ・3時間SP （18:45 - 21:54） |
| 179 | 10月10日 | 帰れま10特別編!ユニバーサル・スタジオ・ジャパンの大人気アトラクションで帰れま10                                                                   | タカアンドトシ 王林 近藤春菜（ハリセンボン） 渋谷凪咲（NMB48） 髙橋海人（King & Prince） 高橋恭平（なにわ男子） 藤原丈一郎（なにわ男子）  | 15分繰り上げ・3時間SP （18:45 - 21:54） |
| 180 | 10月17日 | めったにバラエティに出ない沢口靖子が帰れま10に参戦!漫才までやっちゃうぞSP!                                                                        | タカアンドトシ 沢口靖子 内藤剛志 おいでやす小田 中間淳太（ジャニーズWEST） 酒井貴士（ザ・マミィ）                                         | 3時間SP （19:00 - 21:54）               |
| 180 | 10月17日 | 新企画!トゥクトゥクに乗って 秘境の人気スポット全部巡るまで帰れない!サンド&菜々緒&オカダ・カズチカが爆笑旅!                                        | サンドウィッチマン 菜々緒 オカダ・カズチカ                                                                                                | 3時間SP （19:00 - 21:54）               |
| 181 | 10月24日 | 秋の日光の紅葉ゴールデンルートSP 絶品お寿司屋さんを探しながら隠れ紅葉も探す旅                                                                     | タカアンドトシ 水野美紀 DAIGO 田中樹（SixTONES）                                                                                          | 30分拡大（19:00 - 20:30）               |
| 182 | 10月31日 | サンドが慕う吉川晃司が待望の初参戦! おいでやすこがと山梨県甲府市で爆笑旅!                                                                         | サンドウィッチマン 吉川晃司 おいでやすこが                                                                                                | 40分拡大（19:00 - 20:40）               |
| 183 | 11月07日 | 松坂大輔が参戦SP! 富士山4大絶景とご当地希少ブランド肉大捜索                                                                                       | タカアンドトシ 松坂大輔 藤本敏史（FUJIWARA） 那須雄登（美 少年 / ジャニーズJr.）                                                          | 30分拡大（19:00 - 20:30）               |
| 184 | 11月21日 | 内田篤人&関口メンディー&3時のヒロインと サッカーW杯 日本代表の勝利必勝祈願で爆笑珍道中!                                                           | サンドウィッチマン 内田篤人 関口メンディー（EXILE / GENERATIONS） 福田麻貴（3時のヒロイン） かなで（3時のヒロイン）                       | 40分拡大（19:00 - 20:40）               |
| 185 | 11月28日 | 荒川静香&槙野智章率いるアスリート軍団! 伊豆の秘境で冬の3大絶景と絶品ブランド肉食べ尽くしSP                                                        | タカアンドトシ 荒川静香 槙野智章 ぺこぱ 西畑大吾（なにわ男子）                                                                            | 20分拡大（19:00 - 20:20）               |
| 186 | 12月12日 | 空前の町中華ブーム! 鎌倉の激うま町中華店で人気1位メニューを当てる旅                                                                               | タカアンドトシ 田中裕二（爆笑問題） 矢田亜希子 山崎弘也（アンタッチャブル） 高橋恭平（なにわ男子）                                        | 30分拡大（19:00 - 20:30）               |
| 187 | 12月19日 | 2022年最後のバスサンドは鈴木砂羽&三宅健&宮近海斗と 絶景クリスマスイルミネーションを目指し爆笑秘境旅!                                              | サンドウィッチマン 鈴木砂羽 三宅健 宮近海斗（Travis Japan）                                                                               | 3時間SP （19:00 - 21:54）               |
| 187 | 12月19日 | 高田純次と爆笑珍道中! 浅草の激うま町中華店で人気1位メニューを当てる                                                                               | タカアンドトシ 高田純次 東山紀之 おいでやす小田 松倉海斗（Travis Japan）                                                                  | 3時間SP （19:00 - 21:54）               |

##### 2023年
| 回  | 放送日時 | 内容 | ロケメンバー | 備考                                                                    |
| --- | -------- | --- | --- | ----------------------------------------------------------------------- |
| 188 | 01月09日 | 満島真之介&キスマイ・藤ヶ谷太輔&錦鯉と長野県・善光寺目指す 秘境バスサンドは新年1発目から大波乱の展開!                                      | サンドウィッチマン 満島真之介 藤ヶ谷太輔（Kis-My-Ft2） 錦鯉                                                         | 3時間SP （19:00 - 21:54）                                               |
| 188 | 01月09日 | 吉高由里子・北村匠海&槙野智章が参戦!コスパ最強の中華ファミレスで帰れま10                                                                   | タカアンドトシ 吉高由里子 北村匠海 槙野智章 山崎弘也（アンタッチャブル） 鬼越トマホーク                             | 3時間SP （19:00 - 21:54）                                               |
| 189 | 01月16日 | 滝藤賢一&鈴木杏樹&なにわ男子・大橋和也と 地上90ｍに浮かぶ天空イルミネーションを目指す爆笑珍道中                                            | サンドウィッチマン 滝藤賢一 鈴木杏樹 大橋和也（なにわ男子）                                                         | 35分拡大（19:00 - 20:35）                                               |
| 190 | 01月23日 | 石田ひかり&サッカー日本代表権田が参戦! 焼肉大好き爆食軍団が絶品肉を食いまくるSP                                                            | タカアンドトシ 石田ひかり 権田修一 春日俊彰（オードリー） 大橋和也（なにわ男子） 井本彩花                           | 23分拡大（19:00 - 20:23）                                               |
| 191 | 01月30日 | 高橋一生&佐藤栞里&王林 人気温泉地・修善寺で “光る汽車”も走る絶景イルミネーション目指して爆笑珍道中!                                        | サンドウィッチマン 高橋一生 佐藤栞里 王林                                                                           | 40分拡大（19:00 - 20:40）                                               |
| 192 | 02月06日 | 佐藤隆太&錦鯉&超人・糸井! 絶景雪景色ルートの焼肉店探しで大波乱!                                                                            | タカアンドトシ 佐藤隆太 糸井嘉男 錦鯉 岩﨑大昇（美 少年 / ジャニーズJr.）                                           | 40分拡大（19:00 - 20:40）                                               |
| 193 | 02月13日 | サンド&内田有紀&ぺこぱと関東三大イルミネーションを目指し 路線バスに乗って飲食店を探す旅・完全版                                            | サンドウィッチマン 内田有紀 ぺこぱ                                                                                  | 40分拡大（19:00 - 20:40）                                               |
| 194 | 02月20日 | 松坂大輔&King & Prince神宮寺!WBC直前の必勝祈願旅! 絶景雪山ルートで大波乱!                                                                  | タカアンドトシ 松坂大輔 山崎弘也（アンタッチャブル） 神宮寺勇太（King & Prince）                                    | 24分拡大（19:00 - 20:24）                                               |
| 195 | 02月27日 | サンド&アンタッチャブル&ウエストランド M-1王者が集結! 日向坂46齊藤京子が判定!秩父の秘境で三つ巴の爆笑バトル!                               | サンドウィッチマン アンタッチャブル ウエストランド 齊藤京子（日向坂46）                                             | 40分拡大（19:00 - 20:40）                                               |
| 196 | 03月20日 | 葵わかな&林遣都&狩野英孝が群馬県で 春の絶景!3万5000本の紅白梅林を目指す爆笑珍道中!                                                         | サンドウィッチマン 葵わかな 林遣都 狩野英孝                                                                         | 30分拡大（19:00 - 20:30）                                               |
| 197 | 04月10日 | タカトシ&サンドが初タッグ!丘みどり・サッカー槙野と、 外国人殺到の世界遺産・白川郷で飲食店探しの旅 3時間SP                                  | タカアンドトシ サンドウィッチマン 丘みどり 槙野智章                                                                 | 15分繰り上げ・3時間SP （18:45 - 21:54）                                 |
| 198 | 04月17日 | 高畑充希&田中圭が参戦! 世界的人気の日本一うどんチェーン店で帰れま10                                                                        | タカアンドトシ 高畑充希 田中圭 豊ノ島 児嶋一哉（アンジャッシュ） Aマッソ                                            | 3時間SP （19:00 - 21:54）                                               |
| 198 | 04月17日 | サッカー大久保嘉人・滝沢カレン・なにわ男子 藤原・3時のヒロインと、外国人から圧倒的人気を誇る世界遺産・熊野古道で飲食店探しの旅!            | サンドウィッチマン 大久保嘉人 滝沢カレン 福田麻貴（3時のヒロイン） かなで（3時のヒロイン） 藤原丈一郎（なにわ男子） | 3時間SP （19:00 - 21:54）                                               |
| 199 | 04月24日 | 祝WBC優勝!元侍メンバー川﨑宗則が名シーンをプレイバック! サンド&なにわ男子・高橋&錦鯉と日本三大桜のひとつ“三春滝桜”を目指す男6人爆笑珍道中! | サンドウィッチマン 川﨑宗則 高橋恭平（なにわ男子） 錦鯉                                                             | 35分拡大 （19:00 - 20:35）                                              |
| 200 | 05月01日 | GWに行きたい箱根・小田原の絶景秘境ルートで焼肉店探し! 田村淳が地獄坂で撃沈                                                                 | タカアンドトシ 田村淳 阿佐ヶ谷姉妹 大橋和也（なにわ男子）                                                           | 20分拡大 （19:00 - 20:20）                                              |
| 201 | 05月08日 | きゃりーぱみゅぱみゅ&紀平梨花&キスマイ北山宏光&U字工事が 世界が絶賛!栃木県・満開の“藤の花”を目指し飲食店を探すバスサンド!                  | サンドウィッチマン きゃりーぱみゅぱみゅ 紀平梨花 北山宏光（Kis-My-Ft2） U字工事                                     | 30分拡大 （19:00 - 20:30）                                              |
| 202 | 05月15日 | 吉瀬美智子&石原良純!連日大行列の池袋激ウマ町中華を巡る旅! なにわ男子大西が激レア中華料理に大興奮                                           | タカアンドトシ 石原良純 吉瀬美智子 ハリセンボン 大西流星（なにわ男子）                                              | 40分拡大 （19:00 - 20:40）                                              |
| 203 | 05月22日 | 羽田美智子&深川麻衣にサンドと大仲良し友近&キスマイ二階堂 絶景!富士山一望の大パノラマ「天空テラス」を目指す爆笑珍道中!                      | サンドウィッチマン 羽田美智子 深川麻衣 友近 二階堂高嗣（Kis-My-Ft2）                                                | 37分拡大 （19:00 - 20:37）                                              |
| 204 | 06月05日 | 天海祐希が過酷旅に初挑戦!静岡県・富士山の麓で 鈴木浩介&Perfumeかしゆかと日本一の「噴水ショー」を目指す旅!                                  | サンドウィッチマン 天海祐希 鈴木浩介 かしゆか（Perfume）                                                            | 40分拡大 （19:00 - 20:40）                                              |
| 205 | 06月12日 | 小泉孝太郎と伊豆の秘境山越えルートで焼肉店探し 日本一絶景!300万輪アジサイを目指す旅                                                        | タカアンドトシ 小泉孝太郎 オカダ・カズチカ 宮近海斗（Travis Japan）                                                 | 30分拡大 （19:00 - 20:30）                                              |
| 206 | 07月03日 | 満島真之介!豊ノ島!おいでやすこが! 世界遺産「姫路城」を目指し飲食店を探す秘境路線バスの旅!                                                  | サンドウィッチマン 満島真之介 豊ノ島 おいでやすこが                                                                 | 3時間SP （19:00 - 21:54）                                               |
| 206 | 07月03日 | 生田斗真&高橋克典が参戦!日本一のコンビニ セブン-イレブンで帰れま10                                                                         | タカアンドトシ 生田斗真 高橋克典 成海璃子 ウエンツ瑛士 河合郁人（A.B.C-Z）                                          | 3時間SP （19:00 - 21:54）                                               |
| 207 | 07月10日 | 吉田鋼太郎&瀬戸朝香!上野で大行列の激ウマ町中華を巡る旅! なにわ男子長尾が激レア中華に大興奮                                                 | タカアンドトシ 吉田鋼太郎 瀬戸朝香 秋山竜次（ロバート） 長尾謙杜（なにわ男子）                                      | 32分拡大 （19:00 - 20:32）                                              |
| 208 | 07月24日 | 今週は よる6時30分から! 松岡修造 襲来!ハリセンボン&キスマイ北山宏光と 茨城県「鹿島神宮」を目指してポジティブ爆笑旅!                        | サンドウィッチマン 松岡修造 ハリセンボン 北山宏光（Kis-My-Ft2）                                                     | 30分繰り上げ・24分拡大 （18:30 - 19:54）                                |
| 209 | 07月31日 | サンド&フットが初タッグ!飯豊まりえ&なにわ男子・西畑大吾と 世界遺産・比叡山延暦寺を目指して飲食店探しの旅!                                  | サンドウィッチマン フットボールアワー 飯豊まりえ 西畑大吾（なにわ男子）                                             | 帰れマンデー見っけ隊!!&10万円でできるかな 合体3時間SP （19:00 - 21:54） |
| 210 | 08月07日 | 石原良純&東山紀之と、絶景満載の三浦半島で焼肉店探し! 良純が迷子になる爆笑珍道中                                                            | タカアンドトシ 石原良純 東山紀之 槙野智章 宮近海斗（Travis Japan）                                                  | 23分拡大 （19:00 - 20:23）                                              |
| 211 | 08月14日 | 平成の怪物・松坂大輔&世界的ピアニスト・清塚信也! 大人気しまなみ海道で超絶景と名店グルメを探す離島旅                                        | タカアンドトシ 松坂大輔 清塚信也 岡部大（ハナコ）                                                                   | 3時間SP （19:00 - 21:54）                                               |
| 211 | 08月14日 | 新企画!サンド&ぼる塾が京都で外国人観光客のおすすめ飲食店 3品食べるまで終わらない過酷旅!                                                    | サンドウィッチマン ぼる塾                                                                                           | 3時間SP （19:00 - 21:54）                                               |
| 212 | 08月21日 | 大人気避暑地・尾瀬の吹割の滝を目指しながら、絶景秘境で 寿司店探し!上原浩治が迷子…SixTones田中が爆走!                                       | タカアンドトシ 上原浩治 朝日奈央 田中樹（SixTones）                                                                 | 40分拡大 （19:00 - 20:40）                                              |
| 213 | 08月28日 | サンドが仲良し溝端淳平&キスマイ宮田と 地元・仙台で高校時代の思い出通学路で爆笑旅!                                                          | サンドウィッチマン 溝端淳平 宮田俊哉（Kis-My-Ft2）                                                                  | 20分拡大 （19:00 - 20:20）                                              |
| 214 | 09月04日 | 伊藤沙莉&瀬戸康史が初参戦! 富士山&山中湖の世界遺産秘境でお寿司屋さん探し                                                                   | タカアンドトシ 伊藤沙莉 瀬戸康史 高岸宏行（ティモンディ）                                                           | 40分拡大 （19:00 - 20:40）                                              |
| 215 | 09月18日 | ぼる塾・田辺が大興奮! フルーツ王国福島の会津若松〜裏磐梯で絶品スイーツを探す旅                                                             | タカアンドトシ 矢田亜希子 ぼる塾                                                                                    | 40分拡大 （19:00 - 20:40）                                              |
| 216 | 09月25日 | サンド&石原良純&髙橋ひかるが 奥軽井沢で迷子に!? 標高1800mにある温泉を目指して爆笑珍道中!                                                   | サンドウィッチマン 石原良純 髙橋ひかる                                                                              | 15分繰り上げ・40分拡大 （18:45 - 20:40）                                |
| 217 | 10月02日 | 3度目の“水玉木”コンビ!玉木宏&和牛・水田&谷まりあ と 日本一標高の高い所にあるパン屋を目指して爆笑バス旅!                                    | サンドウィッチマン 玉木宏 水田信二（和牛） 谷まりあ                                                                 | 3時間SP （19:00 - 21:54）                                               |
| 217 | 10月02日 | サンド&ウエンツ瑛士&滝沢カレンが箱根で 外国人観光客のおすすめ飲食店3品食べるまで終わらない過酷旅!                                          | サンドウィッチマン ウエンツ瑛士 滝沢カレン                                                                          | 3時間SP （19:00 - 21:54）                                               |
| 218 | 10月16日 | 寺脇康文が参戦!水谷豊も登場で「相棒」と再び夢コラボ! ロバート秋山も加わって奥多摩で爆笑珍道中!                                             | サンドウィッチマン 寺脇康文 秋山竜次（ロバート）                                                                    | 28分拡大 （19:00 - 20:28）                                              |
| 219 | 10月23日 | 相葉雅紀・中島健人・山本舞香! 上越・妙高高原の奇想天外な秘境寿司に感動 相葉リーダーが田んぼの中で大迷走!?                                  | タカアンドトシ 相葉雅紀 中島健人（Sexy Zone） 山本舞香                                                              | 40分拡大 （19:00 - 20:40）                                              |
| 220 | 10月30日 | サンド・EXILE松本利夫&MAKIDAI・宮川大輔と 秋の日光 紅葉絶景ルートで“アラフィフ男5人”爆笑珍道中!                                            | サンドウィッチマン 松本利夫（EXILE） MAKIDAI（EXILE） 宮川大輔                                                      | 3時間SP （19:00 - 21:54）                                               |
| 220 | 10月30日 | 令和世代にも大人気の 昭和・平成の名曲100でカラオケ帰れま10                                                                                 | タカアンドトシ NAOTO（EXILE/三代目 J SOUL BROTHERS） BENI 緑川静香 河野純喜（JO1） 富田鈴花（日向坂46）             | 3時間SP （19:00 - 21:54）                                               |
| 221 | 11月13日 | きゃりーぱみゅぱみゅ&丘みどり&中川家・礼二と 新潟県越後湯沢の紅葉絶景ルートで爆笑珍道中!                                                   | サンドウィッチマン 礼二（中川家） きゃりーぱみゅぱみゅ 丘みどり                                                     | 40分拡大 （19:00 - 20:40）                                              |
| 222 | 11月20日 | 那須の紅葉絶景ルート! TOKIO松岡・鈴鹿央士が秘境旅で絶品焼肉に大興奮! 「ここまで来る価値ある」                                              | タカアンドトシ 松岡昌宏（TOKIO） 朝日奈央 鈴鹿央士                                                                  | 40分拡大 （19:00 - 20:40）                                              |
| 223 | 11月27日 | 菜々緒&ロッチ中岡創一と “日光・鬼怒川ルート”で 神秘の地下迷宮を探す爆笑珍道中!                                                             | サンドウィッチマン 菜々緒 中岡創一（ロッチ）                                                                        | 35分拡大 （19:00 - 20:35）                                              |
| 224 | 12月04日 | 観光客数過去最多の草津温泉へ! 高橋大輔・WEST.重岡と飲食店探し! 岩肌から流れる摩訶不思議な温泉川を目指す                                    | タカアンドトシ 高橋大輔 山崎弘也（アンタッチャブル） 重岡大毅（WEST.）                                              | 3時間SP （19:00 - 21:54）                                               |
| 224 | 12月04日 | 外国人観光客おすすめ飲食店を探す旅in京都 高橋克典が「唯一無二の味」と絶賛するグルメに遭遇!                                                 | タカアンドトシ 高橋克典 近藤春菜（ハリセンボン）                                                                    | 3時間SP （19:00 - 21:54）                                               |
| 225 | 12月25日 | 今週はよる6時からの2時間SP!内田有紀が再び参戦! 3組のM-1歴代王者と那須の森で爆笑珍道中!                                                     | サンドウィッチマン 内田有紀 錦鯉 ウエストランド                                                                     | 1時間繰り上げ・2時間SP （18:00 - 20:00）                                |

##### 2024年
| 回  | 放送日時 | 内容 | ロケメンバー                                                                                       | 備考                       |
| --- | -------- | --- | -------------------------------------------------------------------------------------------------- | -------------------------- |
| 226 | 01月08日 | 田中圭&林遣都!サッカー吉田麻也参戦! 「2024辰年に絶対いきたい」箱根の開運神社を目指し男5人爆笑珍道中!                            | サンドウィッチマン 田中圭 林遣都 吉田麻也                                                          | 3時間SP （19:00 - 21:54）  |
| 226 | 01月08日 | 反町隆史&佐々木蔵之介が参戦! 連日大行列の焼肉チェーン 焼肉きんぐで帰れま10                                                      | タカアンドトシ 反町隆史 佐々木蔵之介 山崎弘也（アンタッチャブル）                                  | 3時間SP （19:00 - 21:54）  |
| 227 | 01月15日 | 300万人殺到の成田山新勝寺へ! 元木大介・大久保佳代子・板垣李光人と開運グルメ旅                                                   | タカアンドトシ 元木大介 大久保佳代子（オアシズ） 板垣李光人                                        | 40分拡大 （19:00 - 20:40） |
| 228 | 01月29日 | 江の島〜鎌倉の知られざる裏ルート! 山田邦子&小泉孝太郎が仰天飲食店を発見                                                         | タカアンドトシ 山田邦子 小泉孝太郎 春日俊彰（オードリー）                                          | 30分拡大 （19:00 - 20:30） |
| 229 | 02月05日 | 福士蒼汰&群馬県レジェンド中山秀征・井森美幸が参戦! 群馬名物 食べまくり!謎の開運洞窟を目指す爆笑珍道中!                          | サンドウィッチマン 井森美幸 中山秀征 福士蒼汰                                                      | 40分拡大 （19:00 - 20:40） |
| 230 | 02月12日 | サンド憧れ!とんねるず石橋貴明が初参戦! 杉谷拳士&錦鯉・長谷川と神秘の開運スポット目指して“伊豆・修善寺”の地で爆笑バス旅!         | サンドウィッチマン 石橋貴明 杉谷拳士 長谷川雅紀（錦鯉）                                            | 3時間SP （19:00 - 21:54）  |
| 230 | 02月12日 | いま話題の昭和レトロビルの大行列店をめぐる旅! 高田純次&なにわ男子・長尾が参戦                                                   | タカアンドトシ 高田純次 おいでやす小田 長尾謙杜（なにわ男子）                                      | 3時間SP （19:00 - 21:54）  |
| 231 | 02月26日 | 城好きが選ぶ日本一の名城・松本城へ! 良純&淳お城大好きコンビと城下町で絶品グルメ探し                                             | タカアンドトシ 石原良純 田村淳 谷まりあ                                                            | 35分拡大 （19:00 - 20:35） |
| 232 | 03月04日 | 絶景開運スポット筑波山へ! 新田真剣佑が拍手&爆笑!秘境で焼肉の名店を探す旅                                                        | タカアンドトシ 新田真剣佑 槙野智章                                                                 | 35分拡大 （19:00 - 20:35） |
| 233 | 03月11日 | サンド&間宮祥太朗&銀次&飯尾和樹の男5人 宮城県気仙沼〜岩手県陸前高田・大船渡で絶品グルメ探しの旅!                                | サンドウィッチマン 飯尾和樹（ずん） 銀次 間宮祥太朗                                                | 40分拡大 （19:00 - 20:40） |
| 234 | 04月01日 | 春の京都!知る人ぞ知る名所満載の“京都 裏ルート”で絶品グルメを探す旅                                                              | タカアンドトシ 柳沢慎吾 ウエンツ瑛士 松本まりか                                                    | 40分拡大 （19:00 - 20:40） |
| 235 | 04月08日 | サンド&吉川晃司&おいでやす小田&錦鯉 長谷川と 春の房総半島で絶品グルメ探しの旅!                                                  | サンドウィッチマン 吉川晃司 長谷川雅紀（錦鯉） おいでやす小田                                      | 3時間SP （19:00 - 21:54）  |
| 235 | 04月08日 | サンド&宮川大輔&髙橋ひかる&なにわ男子・高橋恭平が 春の鎌倉・江の島で外国人観光客の おすすめ飲食店3品食べるまで終わらない過酷旅! | サンドウィッチマン 宮川大輔 髙橋ひかる 高橋恭平（なにわ男子）                                      | 3時間SP （19:00 - 21:54）  |
| 236 | 04月22日 | サンド&石塚&ブラマヨ小杉“ポッチャリ4兄弟”と桜田ひより 人気観光地「小田原」「熱海」「箱根」で絶品グルメ探しの旅!                 | サンドウィッチマン 石塚英彦 小杉竜一（ブラックマヨネーズ） 桜田ひより                              | 3時間SP （19:00 - 21:54）  |
| 236 | 04月22日 | 木村拓哉!竹内涼真!斎藤工! コスパ抜群の超人気回転寿司で帰れま10                                                                  | タカアンドトシ 木村拓哉 竹内涼真 斎藤工 山崎弘也（アンタッチャブル） 岡部大（ハナコ）              | 3時間SP （19:00 - 21:54）  |
| 237 | 05月13日 | 松下奈緒がバスサンド2度目の参戦! 友近&サンドと行く食の宝庫!三浦半島で絶品グルメ探しの旅!                                        | サンドウィッチマン 松下奈緒 友近                                                                   | 40分拡大 （19:00 - 20:40） |
| 238 | 05月20日 | くりぃむしちゅー有田&KAT-TUN亀梨が初参戦! 世界遺産の町・日光の知られざる穴場ルートで絶品洋食店探し                              | タカアンドトシ 有田哲平（くりぃむしちゅー） 亀梨和也（KAT-TUN）                                    | 35分拡大 （19:00 - 20:35） |
| 239 | 05月27日 | 高橋一生&宮川大輔&サンドが 謎の開運巨大洞窟を目指し 今、注目を集める“裏鎌倉”で絶品グルメ探しの旅・バスサンド!                   | サンドウィッチマン 高橋一生 宮川大輔                                                               | 3時間SP （19:00 - 21:54）  |
| 239 | 05月27日 | 安くてウマい!昭和レトロビルの大行列店めぐり! 激安グルメに良純&井ノ原が仰天!                                                     | タカアンドトシ 井ノ原快彦 大久保佳代子（オアシズ） ゆうちゃみ                                      | 3時間SP （19:00 - 21:54）  |
| 240 | 06月03日 | サンド&キスマイ玉森裕太&井森美幸が U字工事と行く初夏の那須高原で絶品グルメ探しの旅!                                             | サンドウィッチマン 玉森裕太（Kis-My-Ft2） 井森美幸 U字工事                                         | 30分拡大 （19:00 - 20:30） |
| 241 | 06月10日 | ピンク・レディー未唯×King & Prince永瀬×Travis Japan松田! 河口湖世界遺産エリアで寿司の名店を探す旅                               | タカアンドトシ 未唯mie（ピンク・レディー） 永瀬廉（King & Prince） 松田元太（Travis Japan）        | 40分拡大 （19:00 - 20:40） |
| 242 | 06月17日 | 三代目JSB山下健二郎 & GENERATIONS片寄涼太が参戦! 人気避暑地!みなかみ・尾瀬ルートで絶品グルメ探しの旅!                           | サンドウィッチマン 山下健二郎（三代目 J SOUL BROTHERS） 片寄涼太（GENERATIONS） 長谷川雅紀（錦鯉） | 40分拡大 （19:00 - 20:40） |
| 243 | 06月24日 | 大人気力士の大栄翔・翔猿&なにわ男子大橋 避暑地・葉山で絶品グルメ爆食旅                                                          | タカアンドトシ 大栄翔 翔猿 大橋和也（なにわ男子）                                                  | 25分拡大 （19:00 - 20:25） |
| 244 | 07月01日 | サンド・満島真之介・ハリセンボン!旅大好き3人組が 人気避暑地!軽井沢の裏ルートで絶品グルメ探しの旅!                               | サンドウィッチマン 満島真之介 ハリセンボン                                                         | 3時間SP （19:00 - 21:54）  |
| 244 | 07月01日 | シャトレーゼで帰れま10! 圧倒的な安さで日本一の超人気スイーツ店の人気メニュー当てろ!人気力士が参戦SP                             | タカアンドトシ 石原良純 大栄翔 翔猿 剣翔 松村沙友理                                                | 3時間SP （19:00 - 21:54）  |
| 245 | 07月22日 | 俳優・鈴木浩介&フワちゃんと行列のできる開運菩薩を目指し サンド伊達 第二の故郷“福島”会津で激うま飲食店探しの旅!                  | サンドウィッチマン 鈴木浩介 フワちゃん                                                             | 40分拡大 （19:00 - 20:40） |
| 246 | 08月19日 | 渡辺直美が参戦!サンド&しずるの仲良し5人が 人気避暑地!清里・八ヶ岳で絶品グルメ探しの旅                                           | サンドウィッチマン 渡辺直美 しずる                                                                 | 45分拡大 （19:00 - 20:45） |
| 247 | 08月26日 | 新スポットが続々オープン! 【静岡県・伊豆高原】で絶品グルメ探しの旅！                                                            | サンドウィッチマン 槙原寛己 上原浩治 滝沢カレン                                                    | 40分拡大 （19:00 - 20:40） |
| 248 | 09月09日 | パリ五輪レスリング金 鏡優翔が参戦! 大人気の伊香保温泉を目指し絶品グルメを探す旅                                                 | タカアンドトシ 鏡優翔 せいや（霜降り明星）                                                         | 40分拡大 （19:00 - 20:40） |
| 249 | 09月16日 | 【サンドウィッチマン】&【大泉洋】が 宮城県 お惣菜全国No.1のご当地スーパーでお買い物!                                            | サンドウィッチマン 大泉洋                                                                          | 3時間SP （19:00 - 21:54）  |
| 249 | 09月16日 | サンド&森田剛&ずん飯尾が番組史上最も壮大な秘境旅!? 富山県 立山黒部アルペンルートで飲食店探し&黒部ダムを目指す!                  | サンドウィッチマン 森田剛 飯尾和樹（ずん）                                                         | 3時間SP （19:00 - 21:54）  |
| 250 | 09月30日 | 宮脇花綸 選手×東晟良 選手×槙野智章×オズワルド 伊藤俊介! 箱根裏ルートで絶品グルメを探す旅                                        | タカアンドトシ 宮脇花綸 東晟良 槙野智章 伊藤俊介（オズワルド）                                     | 40分拡大 （19:00 - 20:40） |
| 251 | 10月07日 | 菜々緒&宮川大輔と“福島県 裏磐梯・猪苗代″ 秋の人気観光ルートで爆笑珍道中!                                                        | サンドウィッチマン 菜々緒 宮川大輔                                                                 | 3時間SP （19:00 - 21:54）  |
| 251 | 10月07日 | 岡田将生が参戦! いま話題の行列うどん店で帰れま10!                                                                               | タカアンドトシ 岡田将生 安達祐実 野呂佳代 銀シャリ                                                 | 3時間SP （19:00 - 21:54）  |
| 252 | 10月21日 | 「日光の社寺」世界遺産登録25周年記念SP 鈴木亜美×後藤真希×ロッチ中岡が激レア名所&絶品グルメ探しの旅                              | サンドウィッチマン 鈴木亜美 後藤真希 中岡創一（ロッチ）                                            | 40分拡大 （19:00 - 20:40） |
| 253 | 10月28日 | グルメ調査スペシャル!高橋克典が北海道物産展で買い物!優香×ダイアンと立ち食いグルメ店で人気1位を当て続ける旅!                     | タカアンドトシ 高橋克典 優香 ダイアン                                                              | 20分拡大 （19:00 - 20:20） |
| 254 | 11月11日 | パリオリンピック2024 柔道 銀メダリスト 村尾三四郎が初参戦! サンド&フット後藤と福島三名湯を巡る 男4人爆笑&爆食旅                 | サンドウィッチマン 村尾三四郎 後藤輝基（フットボールアワー）                                       | 40分拡大 （19:00 - 20:40） |
| 255 | 12月02日 | 帰れマンデー見っけ隊!!軍艦島スペシャル! 小泉孝太郎×タカアンドトシ×サンドウィッチマン! 元・島民の思い出を映像記録に残す旅        | タカアンドトシ サンドウィッチマン 小泉孝太郎                                                       | 3時間SP （19:00 - 21:54）  |
| 256 | 12月09日 | 内田有紀&宮川大輔がサンドの地元“宮城”へ! 伊達政宗ゆかりの地を巡る爆笑&爆食旅                                                    | サンドウィッチマン 内田有紀 宮川大輔                                                               | 35分拡大 （19:00 - 20:35） |

##### 2025年
| 回  | 放送日時 | 内容 | ロケメンバー | 備考                        |
| --- | -------- | --- | --- | --------------------------- |
| 257 | 01月06日 | 観光地「箱根」で最新人気グルメ探し! サンド&TOKIO松岡昌宏&チョコプラの男5人 爆笑&爆食旅!                                                                               | サンドウィッチマン 松岡昌宏（TOKIO） チョコレートプラネット                                                                | 3時間SP （19:00 - 21:54）   |
| 257 | 01月06日 | 唐沢寿明 鈴木保奈美が参戦! いま最も勢いのある回転寿司店で新春帰れま10!                                                                                                | タカアンドトシ 唐沢寿明 鈴木保奈美 陣内智則 中岡創一（ロッチ） あの                                                        | 3時間SP （19:00 - 21:54）   |
| 258 | 01月13日 | サンドウィッチマンと大泉洋が 話題のコスパ最強スーパーで人気No.1惣菜を大調査!                                                                                          | サンドウィッチマン 大泉洋                                                                                                  | 3時間SP （19:00 - 21:54）   |
| 258 | 01月13日 | サンド×水森かおり×宮川大輔×ロッチ中岡が 大人気温泉地 草津温泉でご利益アイテム&ご当地グルメを探す旅!                                                                   | サンドウィッチマン 水森かおり 宮川大輔 中岡創一（ロッチ）                                                                  | 3時間SP （19:00 - 21:54）   |
| 259 | 01月27日 | 今年行くべき!江の島〜鎌倉で草刈民代と開運スポット探し旅! | タカアンドトシ 草刈民代 柳沢慎吾 阿部なつき                                                                                | 40分拡大 （19:00 - 20:40）  |
| 260 | 02月03日 | サンド&笹野高史&タイムマシーン3号が 世界有数の登山者数を誇る「高尾山」で絶品グルメ&開運アイテム探し!                                                                  | サンドウィッチマン 笹野高史 タイムマシーン3号                                                                              | 45分拡大 （19:00 - 20:45）  |
| 261 | 02月10日 | 世界遺産“白川郷”スペシャル!! 一生に一度は行きたい!冬の白川郷を楽しみ尽くすご当地グルメ＆開運スポット旅!                                                               | タカアンドトシ 高島礼子 柳沢慎吾 中岡創一（ロッチ）                                                                        | 40分拡大 （19:00 - 20:40）  |
| 262 | 02月24日 | 国宝&秘仏 特別公開連発!「京都」世界遺産登録30周年記念SP 羽田美智子×藤木直人×SixTONES髙地優吾が絶品グルメ探し&激レア国宝へ特別潜入!                                    | サンドウィッチマン 羽田美智子 藤木直人 髙地優吾（SixTONES）                                                                | 3時間SP （19:00 - 21:54）   |
| 263 | 03月03日 | 今再注目!! “熱海”完全攻略スペシャル!! 今すぐ行きたい!開運スポットと昭和レトログルメを探す旅!                                                                          | タカアンドトシ 伊藤英明 相武紗季 塚地武雅（ドランクドラゴン）                                                              | 30分拡大 （19:00 - 20:30）  |
| 264 | 03月10日 | サンドが愛する地元【宮城】を紹介しまくり! 井ノ原快彦×今江敏晃×ずん飯尾とともに絶品グルメ探しの旅 &復興のシンボル・ブルーインパルスが所属する松島基地へ初潜入!         | サンドウィッチマン 井ノ原快彦 今江敏晃 飯尾和樹（ずん）                                                                    | 3時間SP （19:00 - 21:54）   |
| 264 | 03月10日 | 昨年の地震・豪雨からの復興へと歩みを進める【石川県輪島市】へ サンド×ムロツヨシ×フット後藤が能登の“いま”を届ける旅                                                     | サンドウィッチマン ムロツヨシ 後藤輝基（フットボールアワー）                                                               | 3時間SP （19:00 - 21:54）   |
| 265 | 03月24日 | 食材の宝庫「金沢」でご当地グルメ探しの旅 サンド×石原良純×宮川大輔と巡る 春の爆食旅SP!                                                                                 | サンドウィッチマン 石原良純 宮川大輔                                                                                       | 3時間SP （19:00 - 21:54）   |
| 265 | 03月24日 | 売上げ・店舗数日本一!ミスタードーナツで帰れま10! 超人気芸人大集結SP                                                                                                   | タカアンドトシ サンドウィッチマン 宮川大輔 飯尾和樹（ずん） フットボールアワー                                             | 3時間SP （19:00 - 21:54）   |
| 266 | 03月31日 | 世界遺産・知床で大感動SP! 一生に一度は行きたい流氷ウォークへ | タカアンドトシ 宮川大輔 近藤春菜（ハリセンボン） 杉野遥亮                                                                  | 40分拡大 （19:00 - 20:40）  |
| 267 | 04月07日 | サンド×木村カエラ×高橋大輔×角田夏実 春の江ノ電完全制覇SP! 藤沢〜鎌倉で絶品グルメ探しの旅!                                                                             | サンドウィッチマン 木村カエラ 高橋大輔 角田夏実                                                                            | 3時間SP （19:00 - 21:54）   |
| 267 | 04月07日 | 橋本環奈 三浦翔平 佐々木希が参戦!餃子の王将で帰れま10 | タカアンドトシ 橋本環奈 三浦翔平 佐々木希 タイムマシーン3号 福田麻貴（3時のヒロイン） かなで（3時のヒロイン）              | 3時間SP （19:00 - 21:54）   |
| 268 | 04月14日 | サンド×松下奈緒×ハリセン春菜 日本三大桜制覇SP! 飛騨牛グルメと信長ゆかりアイテムを探す旅                                                                               | サンドウィッチマン 松下奈緒 近藤春菜（ハリセンボン）                                                                       | 40分拡大 （19:00 - 20:40）  |
| 269 | 04月21日 | 帰れま10特別編! 柳葉敏郎が超人気ローカルチェーン店の1位メニューを当てる@群馬                                                                                          | タカアンドトシ 柳葉敏郎 勝俣州和 中山秀征 宮近海斗（Travis Japan） かなで（3時のヒロイン）                                 | 20分拡大 （19:00 - 20:20）  |
| 270 | 04月28日 | 雪の黒部ダム完全攻略SP!絶品ご当地グルメ&高さ16m雪壁“雪の大谷”! | タカアンドトシ 石原良純 ウエンツ瑛士 丘みどり                                                                              | 40分拡大 （19:00 - 20:40）  |
| 271 | 05月19日 | サンド×水森かおり×ずん飯尾×ハリセン春菜 大きく生まれ変わった「箱根」で最新グルメ探しの旅!                                                                             | サンドウィッチマン 水森かおり 飯尾和樹（ずん） 近藤春菜（ハリセンボン）                                                    | 40分拡大 （19:00 - 20:40）  |
| 272 | 05月26日 | 秘境グルメ探しの旅に小栗旬が初参戦! 御岳山の山頂に鎮座する「天空神社」を目指す男4人爆笑&爆食旅!!                                                                      | サンドウィッチマン 小栗旬 中岡創一（ロッチ）                                                                               | 3時間SP （19:00 - 21:54）   |
| 272 | 05月26日 | 山本耕史が参戦!築地の大行列店を巡って帰れま10特別編 | タカアンドトシ 山本耕史 あんり（ぼる塾） 田辺智加（ぼる塾）                                                                | 3時間SP （19:00 - 21:54）   |
| 273 | 06月02日 | 帰れま10特別編! 井ノ原快彦が埼玉の超人気ローカルチェーン店の1位メニューを当てる                                                                                       | タカアンドトシ 井ノ原快彦 深川麻衣 飯尾和樹（ずん） 春日俊彰（オードリー） かなで（3時のヒロイン）                         | 20分拡大 （19:00 - 20:20）  |
| 274 | 06月09日 | サンドウィッチマン 観光大使就任記念「福島・会津旅SP」 萬田久子×宮川大輔と会津グルメ爆食旅!                                                                            | サンドウィッチマン 萬田久子 宮川大輔                                                                                       | 40分拡大 （19:00 - 20:40）  |
| 275 | 06月16日 | 松坂大輔が参戦!瀬戸内海の絶景 しまなみ海道SP | サンドウィッチマン 上地雄輔 松坂大輔 塚地武雅（ドランクドラゴン） 関口メンディー                                           | 30分拡大 （19:00 - 20:30）  |
| 276 | 06月23日 | 奥田民生×吉川晃司「Ooochie Koochie」が参戦!! サンドウィッチマンと地元広島を巡る路面電車で絶品グルメ旅! 番組初テーマソング「マンデー」制作秘話＆楽曲に込めた想いを語る | サンドウィッチマン 奥田民生 吉川晃司                                                                                       | 3時間SP （19:00 - 21:54）   |
| 277 | 07月14日 | 俳優「阿部サダヲ」&「松たか子」が“秘境バスサンド”に初参戦! 東京 秋川渓谷と檜原村で絶品グルメ探しの旅!!                                                                | サンドウィッチマン 阿部サダヲ 松たか子                                                                                     | 40分拡大 （19:00 - 20:40）  |
| 278 | 07月21日 | 6年ぶりの出演「長嶋一茂」&秘境旅初参戦「ゆうちゃみ」 長瀞ラインくだりで大暴れ!?夏の絶品グルメ探しの旅!!                                                               | サンドウィッチマン 長嶋一茂 ゆうちゃみ                                                                                     | 3時間SP （19:00 - 21:54）   |
| 278 | 07月21日 | Snow Man参戦! 埼玉の超人気ローカルチェーン店で帰れま10特別編 | タカアンドトシ 岩本照（Snow Man） 深澤辰哉（Snow Man） 向井康二（Snow Man） 新川優愛 朝日奈央 柴田英嗣（アンタッチャブル） | 3時間SP （19:00 - 21:54）   |
| 279 | 08月04日 | 東京の避暑地・高尾山を完全攻略SP! 草刈民代・ウエンツ・SixTONES髙地と山を登りながら名店探し                                                                            | タカアンドトシ 草刈民代 ウエンツ瑛士 髙地優吾（SixTONES）                                                                  | 40分拡大 （19:00 - 20:40）  |
| 280 | 08月11日 | タカトシ×サンド×俳優・杉野遥亮!美瑛・富良野で絶景&絶品グルメを探す爆笑旅                                                                                              | タカアンドトシ サンドウィッチマン 杉野遥亮                                                                                 | 3時間半SP （18:30 - 21:54） |
| 281 | 08月18日 | 【玉木宏】バスサンド参戦!サンド×ブラマヨ小杉×かなで ぽっちゃり4人と千葉県「養老渓谷」で絶景&秘境グルメを求め大冒険!                                                   | サンドウィッチマン 玉木宏 小杉竜一（ブラックマヨネーズ） かなで（3時のヒロイン）                                           | 40分拡大 （19:00 - 20:40）  |

### スペシャル
出演者欄の太字はメインメンバー。

#### 2017年
| タイトル                                                                            | 放送日時               | 内容                                | 出演者                                                                    | 備考 |
| ----------------------------------------------------------------------------------- | ---------------------- | ----------------------------------- | ------------------------------------------------------------------------- | --- |
| 高田純次&タカアンドトシ じゅん散歩コラボSP 春の鎌倉でばったり出会えるまで帰れない旅 | 4月17日 19:00 - 20:41  | 鎌倉でばったり出会えるまで帰れない! | タカアンドトシ 高田純次 速水もこみち 小峠英二（バイきんぐ） 菊池桃子 森泉 | 『じゅん散歩』とのコラボ企画。 『2本立て!高田純次&タカトシ春の鎌倉で帰れない旅&Qさま!!世界のスゴい城SP・第1部』として放送。 |
| 無人駅で飲食店を見っけ隊                                                            | 11月20日 19:00 - 20:45 | 無人駅で飲食店を見っけ隊            | タカアンドトシ えなりかずき 紫吹淳 釈由美子 中尾明慶                      | 『無人駅で飲食店を見っけ隊&Qさま!!大人の語彙力テスト 豪華2本立て3時間SP・第1部』として放送。                                |

#### 2018年
| タイトル                                                         | 放送日時              | 内容                                                             | 出演者                           | 備考 |
| ---------------------------------------------------------------- | --------------------- | ---------------------------------------------------------------- | -------------------------------- | ---- |
| 秘境路線バスに乗って飲食店を見っけ隊SP!! in 白川郷・世界遺産バス | 2月12日 19:00 - 20:37 | 秘境路線バスに乗って飲食店を見っけ隊SP!! in 白川郷・世界遺産バス | サンドウィッチマン 蛭子能収 夏菜 |      |

#### 2021年
| タイトル                                              | 放送日時                | 内容 | 出演者 | 備考 |
| ----------------------------------------------------- | ----------------------- | --- | --- | ---- |
| 帰れマンデーpresents 今日はまだまだ帰りたくありまテン | 12月17日 23:15 - 翌0:15 | 帰れマンデー年末大忘年会! 都内の飲み屋街を巡って 絶品グルメ飲食店の人気1位メニューを当てながら 今年話題のゲスト達とビール片手に楽しいトークで盛り上がります! | タカアンドトシ 山崎弘也（アンタッチャブル） 河合郁人（A.B.C-Z） 長谷川まさのり（錦鯉） 川崎鷹也 加納愛子（Aマッソ） 酒井貴士（ザ・マミィ） 薄幸（納言） くっきー!（野性爆弾） IMALU |      |

#### 2023年
| タイトル | 放送日時                | 内容 | 出演者 | 備考 |
| --- | ----------------------- | --- | --- | --- |
| テレ朝人気旅全部集まっちゃましたスペシャル ザワつく!路線バスで寄り道の旅 ×じゅん散歩×帰れマンデー見っけ隊!! | 2月26日 19:00 - 21:55   | 『ザワつく！路線バスで寄り道の旅』に自由気ままな『じゅん散歩』が合流! 『帰れマンデー見っけ隊!!』では爆笑ハプニングだらけの旅を繰り広げる! | 長嶋一茂 高橋茂雄（サバンナ） 高田純次 タカアンドトシ 伊達みきお（サンドウィッチマン） 藤田ニコル 福田麻貴（3時のヒロイン） 槙原寛己 | 『ザワつく!路線バスで寄り道の旅』『じゅん散歩』とのコラボ企画。 『コラボしまくり!ザワつく金土日!』第3夜として放送。                    |
| ポツンと一軒家×帰れマンデー秘境バス 田舎の魅力を再発見SP                                                    | 8月20日 19:00 - 20:56   | 静岡の“ポツンと1軒家”目指して 秘境路線バスに乗って飲食店を探す旅                                                                          | 所ジョージ 林修 サンドウィッチマン 秋山竜次（ロバート） オカダ・カズチカ                                                             | 『ポツンと一軒家』（朝日放送テレビ）とのコラボ企画。 『ザワつく!池上彰&林修!ポツンと秘境バス 真夏の番組コラボ金土日』第3夜として放送。 |
| 10万円でできるかな                                                                                          | 11月13日 20:40 - 21:54  | サンド・キスマイ・タカトシ 大人気回転寿司チェーンで帰れま10!                                                                              | サンドウィッチマン Kis-My-Ft2 タカアンドトシ                                                                                         | 『10万円でできるかな』とのコラボ企画。                                                                                                 |
| 帰れマンデーpresents 今日はまだまだ帰りたくありまテン                                                       | 12月27日 23:15 - 翌0:15 | 特別企画!淳×道枝×良純×安村×ぱーてぃー… 今話題のコスパ抜群居酒屋で大忘年会! 年末のぶっちゃけトーク解禁                                     | タカアンドトシ 石原良純 田村淳 とにかく明るい安村 ぱーてぃーちゃん 道枝駿佑（なにわ男子）                                            | |

#### 2024年
| タイトル                              | 放送日時              | 内容                                                                               | 出演者                                                   | 備考                                                                                                   |
| ------------------------------------- | --------------------- | ---------------------------------------------------------------------------------- | -------------------------------------------------------- | --- |
| ポツンと一軒家×帰れマンデー見っけ隊!! | 8月25日 19:00 - 20:56 | 所ジョージ&林修&サンドウィッチマンが集結! ポツンと一軒家×帰れマンデー 秘境コラボSP | 所ジョージ 林修 サンドウィッチマン 飯尾和樹（ずん） 王林 | 『ポツンと一軒家』（朝日放送テレビ）とのコラボ企画。 『豪華!真夏の3夜連続コラボ祭り』第3夜として放送。 |
| 10万円でできるかな                    | 8月26日 20:40 - 21:54 | 夏休み特別企画! 人気ディスカウント店で帰れま10                                     | サンドウィッチマン Kis-My-Ft2 タカアンドトシ             | 『10万円でできるかな』とのコラボ企画。                                                                 |
| 帰れマンデー見っけ隊!!特別編          | 8月31日 13:30 - 14:35 | U字工事が人気避暑地・栃木県那須を全部案内!オススメスポット爆速旅!                  | タカアンドトシ 井上芳雄 U字工事                          | |

#### 2025年
| タイトル                                                                   | 放送日時              | 内容 | 出演者 | 備考 |
| -------------------------------------------------------------------------- | --------------------- | --- | --- | ---- |
| 帰れマンデーpresents 美味くて安い!愛されメシ大集合! 全国大衆食堂グランプリ | 1月18日 18:30 - 20:54 | 帰れマンデー presents 大衆食堂グランプリ 日本全国から安くて美味い!愛されメシ大集合 全国No.1に輝く大衆食堂は!? | 松下奈緒 タカアンドトシ サンドウィッチマン 伊集院光 藤本美貴 あの 八木勇征石塚英彦 研ナオコ 武田真治 尾形貴弘（パンサー）              |      |
| 帰れマンデーpresents 全国大衆食堂グランプリ 北関東最強決定戦!              | 4月6日 19:00 - 20:56  | | 松下奈緒 タカアンドトシ サンドウィッチマン 伊集院光 秋山竜次（ロバート） 萩原利久 河合優実石塚英彦 豊ノ島 海老原まよい                 |      |
| 帰れマンデーpresents 全国大衆食堂グランプリ 豪華2時間SP                    | 7月6日 19:00 - 20:56  | | 松下奈緒 タカアンドトシ サンドウィッチマン 伊集院光 上白石萌音 ギャル曽根 小泉孝太郎海老原まよい 斎藤工 豊ノ島 永尾柚乃 彦摩呂 U字工事 |      |

## ネット局

### 日曜午前時代（ネット局）
| 放送対象地域   | 放送局                       | 系列           | 放送日時                | 放送日時                      | ネット状況 | 備考      |
| 放送対象地域   | 放送局                       | 系列           | 帰れまサンデー（第1部） | 帰れまサンデープラス（第2部） | ネット状況 | 備考      |
| -------------- | ---------------------------- | -------------- | ----------------------- | ----------------------------- | ---------- | --------- |
| 関東広域圏     | テレビ朝日（EX）             | テレビ朝日系列 | 日曜 10:00 - 11:15      | 日曜 11:15 - 11:45            | 制作局     | 制作局    |
| 北海道         | 北海道テレビ（HTB）          | テレビ朝日系列 | 日曜 10:00 - 11:15      | 日曜 11:15 - 11:45            | 同時ネット | [ 注 27 ] |
| 青森県         | 青森朝日放送（ABA）          | テレビ朝日系列 | 日曜 10:00 - 11:15      | 日曜 11:15 - 11:45            | 同時ネット |           |
| 岩手県         | 岩手朝日テレビ（IAT）        | テレビ朝日系列 | 日曜 10:00 - 11:15      | 日曜 11:15 - 11:45            | 同時ネット |           |
| 宮城県         | 東日本放送（KHB）            | テレビ朝日系列 | 日曜 10:00 - 11:15      | 日曜 11:15 - 11:45            | 同時ネット |           |
| 秋田県         | 秋田朝日放送（AAB）          | テレビ朝日系列 | 日曜 10:00 - 11:15      | 日曜 11:15 - 11:45            | 同時ネット |           |
| 山形県         | 山形テレビ（YTS）            | テレビ朝日系列 | 日曜 10:00 - 11:15      | 日曜 11:15 - 11:45            | 同時ネット |           |
| 福島県         | 福島放送（KFB）              | テレビ朝日系列 | 日曜 10:00 - 11:15      | 日曜 11:15 - 11:45            | 同時ネット |           |
| 新潟県         | 新潟テレビ21（UX）           | テレビ朝日系列 | 日曜 10:00 - 11:15      | 日曜 11:15 - 11:45            | 同時ネット |           |
| 長野県         | 長野朝日放送（abn）          | テレビ朝日系列 | 日曜 10:00 - 11:15      | 日曜 11:15 - 11:45            | 同時ネット |           |
| 静岡県         | 静岡朝日テレビ（SATV）       | テレビ朝日系列 | 日曜 10:00 - 11:15      | 日曜 11:15 - 11:45            | 同時ネット | [ 注 28 ] |
| 石川県         | 北陸朝日放送（HAB）          | テレビ朝日系列 | 日曜 10:00 - 11:15      | 日曜 11:15 - 11:45            | 同時ネット |           |
| 中京広域圏     | 名古屋テレビ（メ～テレ/NBN） | テレビ朝日系列 | 日曜 10:00 - 11:15      | 日曜 11:15 - 11:45            | 同時ネット |           |
| 近畿広域圏     | 朝日放送（ABC）              | テレビ朝日系列 | 日曜 10:00 - 11:15      | 日曜 11:15 - 11:45            | 同時ネット |           |
| 広島県         | 広島ホームテレビ（HOME）     | テレビ朝日系列 | 日曜 10:00 - 11:15      | 日曜 11:15 - 11:45            | 同時ネット |           |
| 山口県         | 山口朝日放送（yab）          | テレビ朝日系列 | 日曜 10:00 - 11:15      | 日曜 11:15 - 11:45            | 同時ネット |           |
| 香川県・岡山県 | 瀬戸内海放送（KSB）          | テレビ朝日系列 | 日曜 10:00 - 11:15      | 日曜 11:15 - 11:45            | 同時ネット |           |
| 愛媛県         | 愛媛朝日テレビ（eat）        | テレビ朝日系列 | 日曜 10:00 - 11:15      | 日曜 11:15 - 11:45            | 同時ネット |           |
| 福岡県         | 九州朝日放送（KBC）          | テレビ朝日系列 | 日曜 10:00 - 11:15      | 日曜 11:15 - 11:45            | 同時ネット | [ 注 29 ] |
| 長崎県         | 長崎文化放送（ncc）          | テレビ朝日系列 | 日曜 10:00 - 11:15      | 日曜 11:15 - 11:45            | 同時ネット |           |
| 熊本県         | 熊本朝日放送（KAB）          | テレビ朝日系列 | 日曜 10:00 - 11:15      | 日曜 11:15 - 11:45            | 同時ネット |           |
| 大分県         | 大分朝日放送（OAB）          | テレビ朝日系列 | 日曜 10:00 - 11:15      | 日曜 11:15 - 11:45            | 同時ネット |           |
| 鹿児島県       | 鹿児島放送（KKB）            | テレビ朝日系列 | 日曜 10:00 - 11:15      | 日曜 11:15 - 11:45            | 同時ネット |           |
| 沖縄県         | 琉球朝日放送（QAB）          | テレビ朝日系列 | 日曜 10:00 - 11:15      | 日曜 11:15 - 11:45            | 同時ネット |           |

### 日曜夕方時代（ネット局）
- 前番組『報道ステーション SUNDAY』とは異なり、全編ローカルセールス枠のため、テレビ朝日以外の通常時同時ネット局であっても、局の編成の都合で臨時に遅れネットまたは非ネットとすることがあった。

| 放送対象地域   | 放送局                       | 系列           | 放送日時                     | ネット状況 | 備考      |
| -------------- | ---------------------------- | -------------- | ---------------------------- | ---------- | --------- |
| 関東広域圏     | テレビ朝日（EX）             | テレビ朝日系列 | 日曜 16:30 - 17:30           | 制作局     | 制作局    |
| 北海道         | 北海道テレビ（HTB）          | テレビ朝日系列 | 日曜 16:30 - 17:30           | 同時ネット | [ 注 30 ] |
| 青森県         | 青森朝日放送（ABA）          | テレビ朝日系列 | 日曜 16:30 - 17:30           | 同時ネット | [ 注 31 ] |
| 岩手県         | 岩手朝日テレビ（IAT）        | テレビ朝日系列 | 日曜 16:30 - 17:30           | 同時ネット |           |
| 宮城県         | 東日本放送（KHB）            | テレビ朝日系列 | 日曜 16:30 - 17:30           | 同時ネット | [ 注 32 ] |
| 秋田県         | 秋田朝日放送（AAB）          | テレビ朝日系列 | 日曜 16:30 - 17:30           | 同時ネット |           |
| 山形県         | 山形テレビ（YTS）            | テレビ朝日系列 | 日曜 16:30 - 17:30           | 同時ネット | [ 注 33 ] |
| 福島県         | 福島放送（KFB）              | テレビ朝日系列 | 日曜 16:30 - 17:30           | 同時ネット |           |
| 新潟県         | 新潟テレビ21（UX）           | テレビ朝日系列 | 日曜 16:30 - 17:30           | 同時ネット |           |
| 長野県         | 長野朝日放送（abn）          | テレビ朝日系列 | 日曜 16:30 - 17:30           | 同時ネット |           |
| 石川県         | 北陸朝日放送（HAB）          | テレビ朝日系列 | 日曜 16:30 - 17:30           | 同時ネット | [ 注 34 ] |
| 中京広域圏     | 名古屋テレビ（メ～テレ/NBN） | テレビ朝日系列 | 日曜 16:30 - 17:30           | 同時ネット |           |
| 近畿広域圏     | 朝日放送（ABC）              | テレビ朝日系列 | 日曜 16:30 - 17:30           | 同時ネット | [ 注 35 ] |
| 鹿児島県       | 鹿児島放送（KKB）            | テレビ朝日系列 | 日曜 16:30 - 17:30           | 同時ネット |           |
| 広島県         | 広島ホームテレビ（HOME）     | テレビ朝日系列 | 火曜 0:50 - 1:50（月曜深夜） | 遅れネット | [ 注 36 ] |
| 山口県         | 山口朝日放送（yab）          | テレビ朝日系列 | 日曜 15:25 - 16:25           | 遅れネット |           |
| 香川県・岡山県 | 瀬戸内海放送（KSB）          | テレビ朝日系列 | 日曜 15:25 - 16:25           | 遅れネット | [ 注 37 ] |
| 福岡県         | 九州朝日放送（KBC）          | テレビ朝日系列 | 日曜 15:30 - 16:30           | 遅れネット | [ 注 38 ] |
| 長崎県         | 長崎文化放送（ncc）          | テレビ朝日系列 | 日曜 15:25 - 16:25           | 遅れネット |           |
| 大分県         | 大分朝日放送（OAB）          | テレビ朝日系列 | 日曜 15:25 - 16:25           | 遅れネット |           |

### 月曜ゴールデンタイム時代（ネット局）
60分時代
- 2020年10月5日から2021年9月27日までは番組冒頭の事前枠（18:45 - 19:00）はローカルセールス枠であったため、テレビ朝日以外の通常時フルネット局でも、局の編成の都合で臨時に事前枠を除く同時ネットとすることがある一方、通常時事前枠を除く同時ネット局が臨時にフルネットする場合があった[注 39]。
- また、前述とは別に2020年3月までは、前番組『天才キッズ全員集合〜君ならデキる!!〜』と同様に全編ローカルセールス枠のため、テレビ朝日以外の通常時同時ネット局でも、局の編成の都合で臨時に遅れネットまたは非ネットとすることがあり、19:54 - 20:00はフルネット局でも臨時に19:54飛び降りとする一方、19:54飛び降り局が臨時フルネットとすることがあった。合体SP及び3時間SPでは20:00飛び乗りとなった[注 40]。

| 放送対象地域   | 放送局                       | 系列           | 放送日時           | ネット状況                   | 備考              |
| -------------- | ---------------------------- | -------------- | ------------------ | ---------------------------- | ----------------- |
| 関東広域圏     | テレビ朝日（EX）             | テレビ朝日系列 | 月曜 19:00 - 20:00 | 制作局                       | 制作局            |
| 北海道         | 北海道テレビ（HTB）          | テレビ朝日系列 | 月曜 19:00 - 20:00 | フルネット                   | [ 注 41 ]         |
| 青森県         | 青森朝日放送（ABA）          | テレビ朝日系列 | 月曜 19:00 - 20:00 | フルネット                   |                   |
| 岩手県         | 岩手朝日テレビ（IAT）        | テレビ朝日系列 | 月曜 19:00 - 20:00 | フルネット                   |                   |
| 宮城県         | 東日本放送（khb）            | テレビ朝日系列 | 月曜 19:00 - 20:00 | フルネット                   |                   |
| 福島県         | 福島放送（KFB）              | テレビ朝日系列 | 月曜 19:00 - 20:00 | フルネット                   | [ 292 ] [ 注 42 ] |
| 新潟県         | 新潟テレビ21（UX）           | テレビ朝日系列 | 月曜 19:00 - 20:00 | フルネット                   |                   |
| 石川県         | 北陸朝日放送（HAB）          | テレビ朝日系列 | 月曜 19:00 - 20:00 | フルネット                   |                   |
| 愛媛県         | 愛媛朝日テレビ（eat）        | テレビ朝日系列 | 月曜 19:00 - 20:00 | フルネット                   | [ 注 42 ]         |
| 広島県         | 広島ホームテレビ（HOME）     | テレビ朝日系列 | 月曜 19:00 - 20:00 | フルネット                   | [ 注 43 ]         |
| 山口県         | 山口朝日放送（yab）          | テレビ朝日系列 | 月曜 19:00 - 20:00 | フルネット                   |                   |
| 福岡県         | 九州朝日放送（KBC）          | テレビ朝日系列 | 月曜 19:00 - 20:00 | フルネット                   | [ 注 44 ]         |
| 長崎県         | 長崎文化放送（ncc）          | テレビ朝日系列 | 月曜 19:00 - 20:00 | フルネット                   | [ 注 45 ]         |
| 熊本県         | 熊本朝日放送（KAB）          | テレビ朝日系列 | 月曜 19:00 - 20:00 | フルネット                   |                   |
| 大分県         | 大分朝日放送（OAB）          | テレビ朝日系列 | 月曜 19:00 - 20:00 | フルネット                   |                   |
| 鹿児島県       | 鹿児島放送（KKB）            | テレビ朝日系列 | 月曜 19:00 - 20:00 | フルネット                   |                   |
| 秋田県         | 秋田朝日放送（AAB）          | テレビ朝日系列 | 月曜 19:00 - 19:54 | 同時ネット （19:54飛び降り） | [ 注 46 ]         |
| 山形県         | 山形テレビ（YTS）            | テレビ朝日系列 | 月曜 19:00 - 19:54 | 同時ネット （19:54飛び降り） | [ 注 47 ]         |
| 長野県         | 長野朝日放送（abn）          | テレビ朝日系列 | 月曜 19:00 - 19:54 | 同時ネット （19:54飛び降り） |                   |
| 静岡県         | 静岡朝日テレビ（SATV）       | テレビ朝日系列 | 月曜 19:00 - 19:54 | 同時ネット （19:54飛び降り） |                   |
| 中京広域圏     | 名古屋テレビ（メ～テレ/NBN） | テレビ朝日系列 | 月曜 19:00 - 19:54 | 同時ネット （19:54飛び降り） |                   |
| 近畿広域圏     | 朝日放送テレビ（ABC TV）     | テレビ朝日系列 | 月曜 19:00 - 19:54 | 同時ネット （19:54飛び降り） |                   |
| 香川県・岡山県 | 瀬戸内海放送（KSB）          | テレビ朝日系列 | 月曜 19:00 - 19:54 | 同時ネット （19:54飛び降り） | [ 注 49 ]         |
| 沖縄県         | 琉球朝日放送（QAB）          | テレビ朝日系列 | 月曜 19:00 - 19:54 | 同時ネット （19:54飛び降り） |                   |

90分時代
| 放送対象地域   | 放送局                       | 系列           | 放送期間        | 放送日時           | ネット状況 |
| -------------- | ---------------------------- | -------------- | --------------- | ------------------ | ---------- |
| 関東広域圏     | テレビ朝日（EX）             | テレビ朝日系列 | 2018年4月16日 - | 月曜 19:00 - 20:30 | 【制作局】 |
| 北海道         | 北海道テレビ（HTB）          | テレビ朝日系列 | 2018年4月16日 - | 月曜 19:00 - 20:30 | 同時ネット |
| 青森県         | 青森朝日放送（ABA）          | テレビ朝日系列 | 2018年4月16日 - | 月曜 19:00 - 20:30 | 同時ネット |
| 岩手県         | 岩手朝日テレビ（IAT）        | テレビ朝日系列 | 2018年4月16日 - | 月曜 19:00 - 20:30 | 同時ネット |
| 宮城県         | 東日本放送（khb）            | テレビ朝日系列 | 2018年4月16日 - | 月曜 19:00 - 20:30 | 同時ネット |
| 秋田県         | 秋田朝日放送（AAB）          | テレビ朝日系列 | 2018年4月16日 - | 月曜 19:00 - 20:30 | 同時ネット |
| 山形県         | 山形テレビ（YTS）            | テレビ朝日系列 | 2018年4月16日 - | 月曜 19:00 - 20:30 | 同時ネット |
| 福島県         | 福島放送（KFB）              | テレビ朝日系列 | 2018年4月16日 - | 月曜 19:00 - 20:30 | 同時ネット |
| 長野県         | 長野朝日放送（abn）          | テレビ朝日系列 | 2018年4月16日 - | 月曜 19:00 - 20:30 | 同時ネット |
| 新潟県         | 新潟テレビ21（UX）           | テレビ朝日系列 | 2018年4月16日 - | 月曜 19:00 - 20:30 | 同時ネット |
| 静岡県         | 静岡朝日テレビ（SATV）       | テレビ朝日系列 | 2018年4月16日 - | 月曜 19:00 - 20:30 | 同時ネット |
| 石川県         | 北陸朝日放送（HAB）          | テレビ朝日系列 | 2018年4月16日 - | 月曜 19:00 - 20:30 | 同時ネット |
| 中京広域圏     | 名古屋テレビ（メ〜テレ/NBN） | テレビ朝日系列 | 2018年4月16日 - | 月曜 19:00 - 20:30 | 同時ネット |
| 近畿広域圏     | 朝日放送テレビ（ABC TV）     | テレビ朝日系列 | 2018年4月16日 - | 月曜 19:00 - 20:30 | 同時ネット |
| 広島県         | 広島ホームテレビ（HOME）     | テレビ朝日系列 | 2018年4月16日 - | 月曜 19:00 - 20:30 | 同時ネット |
| 山口県         | 山口朝日放送（yab）          | テレビ朝日系列 | 2018年4月16日 - | 月曜 19:00 - 20:30 | 同時ネット |
| 香川県・岡山県 | 瀬戸内海放送（KSB）          | テレビ朝日系列 | 2018年4月16日 - | 月曜 19:00 - 20:30 | 同時ネット |
| 愛媛県         | 愛媛朝日テレビ（eat）        | テレビ朝日系列 | 2018年4月16日 - | 月曜 19:00 - 20:30 | 同時ネット |
| 福岡県         | 九州朝日放送（KBC）          | テレビ朝日系列 | 2018年4月16日 - | 月曜 19:00 - 20:30 | 同時ネット |
| 長崎県         | 長崎文化放送（ncc）          | テレビ朝日系列 | 2018年4月16日 - | 月曜 19:00 - 20:30 | 同時ネット |
| 熊本県         | 熊本朝日放送（KAB）          | テレビ朝日系列 | 2018年4月16日 - | 月曜 19:00 - 20:30 | 同時ネット |
| 大分県         | 大分朝日放送（OAB）          | テレビ朝日系列 | 2018年4月16日 - | 月曜 19:00 - 20:30 | 同時ネット |
| 鹿児島県       | 鹿児島放送（KKB）            | テレビ朝日系列 | 2018年4月16日 - | 月曜 19:00 - 20:30 | 同時ネット |
| 沖縄県         | 琉球朝日放送（QAB）          | テレビ朝日系列 | 2018年4月16日 - | 月曜 19:00 - 20:30 | 同時ネット |

## 放送事故
2022年10月10日の3時間SPにて、東日本放送（宮城県域）のみ午後9時30分ごろと午後9時37分から51分ごろまでの13分間放送電波が送信できなくなるトラブルが発生した。この停波の影響を受けて、東日本放送は視聴者の観点配慮を受けて再放送を検討したが、出演者の権利の関係で放送出来ないと判明し見送られることになった。